# Royaume de France
Ne doit pas être confondu avec Royaumes francs.
3 juillet 987 – 21 septembre 1792
(805 ans, 2 mois et 18 jours)
6 avril 1814 – 20 mars 1815
(11 mois et 14 jours)
8 juillet 1815 – 24 février 1848
(32 ans, 7 mois et 16 jours)
Entités précédentes :
- Francie occidentale (987)
- Duché de Bretagne (1547)

Entités suivantes :
- République française (1792)
- Empire français (Cent-Jours) (1815)
- République française (1848)

Le royaume de France est le nom donné à différentes entités politiques de la France au Moyen Âge et à l'époque moderne. Selon les historiens, la date de création du royaume peut être associée à un de ces trois événements majeurs : l'avènement de Clovis en 481 et l'extension des royaumes francs ; le partage de l'Empire carolingien en 843 ; ou l'élection d'Hugues Capet en 987. Ce royaume disparaît lors de la Révolution française en 1792 avant de renaître brièvement de 1814 à 1848.
Le roi des Francs Clovis avait scellé l'alliance des royaumes francs avec l'Église catholique lors de son baptême. Cette alliance se perpétue dans le royaume de France par le sacre jusqu'en 1824 des rois à Reims, qui en fait des monarques de droit divin. Les premiers Capétiens sont soucieux de couronner leur fils aîné de leur vivant, car leur autorité se limite en fait à l'Île-de-France. Ce n'est qu’à partir de Philippe Auguste (1165-1223), plus exactement 1204, que leurs actes officiels utilisent la dénomination de Rex Franciæ, « roi de France » et qu'ils sont en mesure de faire réellement acte d'autorité dans l'ensemble du royaume. Le territoire de celui-ci est composé des fiefs féodaux dont le roi de la Francie occidentale est le suzerain depuis le partage en 843 de l'Empire carolingien.
L'intégration progressive des fiefs féodaux au domaine royal nécessite la mise en place d'une administration royale. Saint Louis accorde une importance primordiale à son rôle de justicier et le Parlement, cour supérieure de justice, est mise en place. La longue guerre de Cent Ans est l'occasion d'instaurer sous Charles VII une armée et des impôts permanents. Richelieu, ministre de Louis XIII, et Louis XIV confortent l'autorité royale dans les provinces en mettant au pas les gouverneurs locaux issus de la noblesse et en y déléguant des intendants commis du roi.
La propension de la royauté à exercer un pouvoir de plus en plus absolu a été contestée dans les périodes de troubles, guerres civiles et règnes de rois mineurs. La contestation prend un caractère plus prononcé à l'occasion de la diffusion de la philosophie des Lumières et des valeurs que celle-ci véhicule : gouvernement de la raison, séparation des pouvoirs, libertés individuelles… La Révolution française débouche sur l'instauration d'une monarchie constitutionnelle. Cependant les différentes formules expérimentées échouent successivement en 1792, 1830 et 1848, amenant la fin de la royauté en France.

## Histoire

### Origines (481-843)

Évolution des frontières du royaume de Clovis Ier à Charlemagne.

#### La fondation du royaume des Francs par Clovis

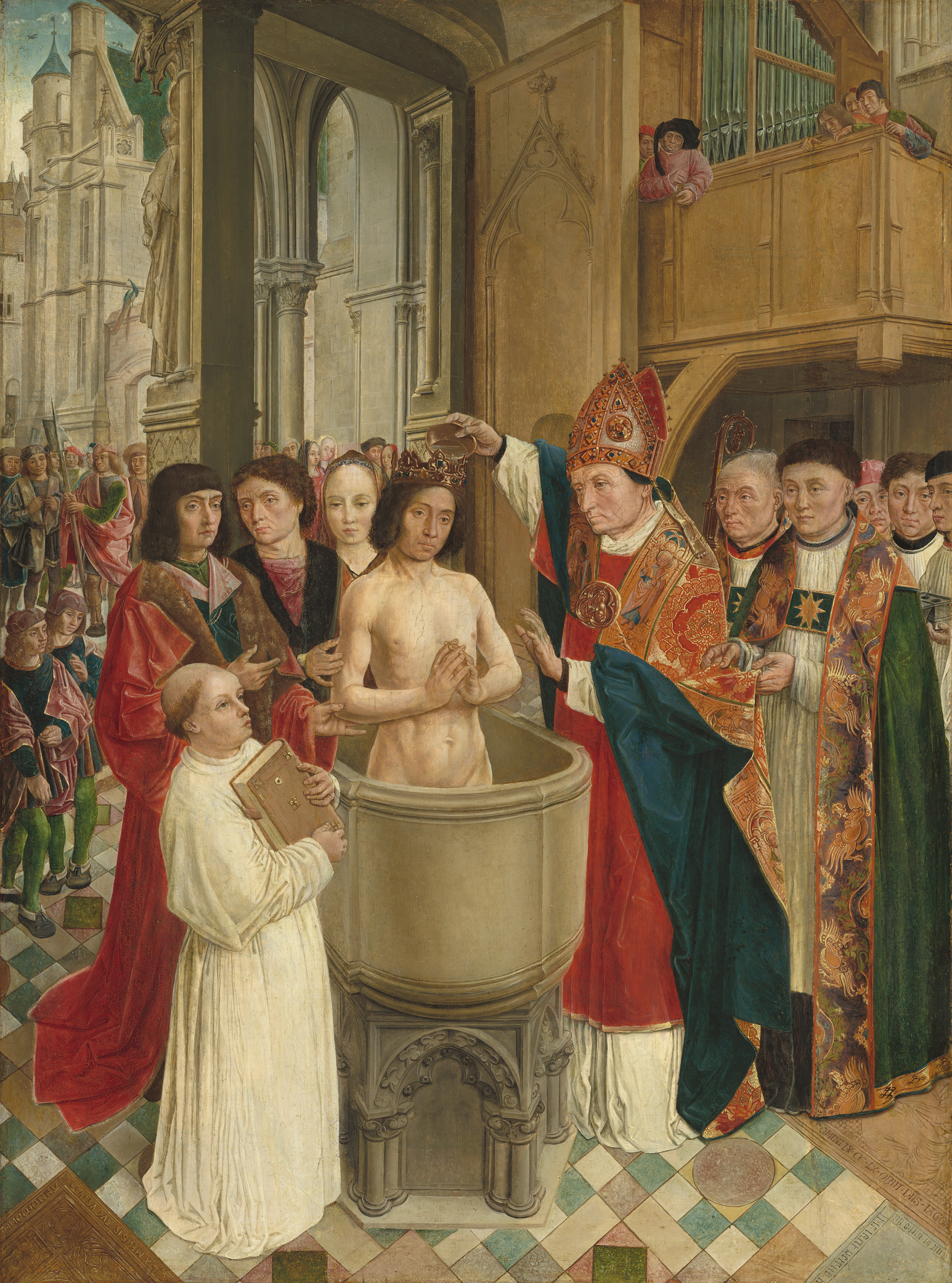
Baptême de Clovis Ier par le Maître de Saint Gilles, réalisé vers 1500 (vue d'artiste).

Les Francs sont un peuple installé aux confins de la Gaule du Nord. Ils servent l'Empire romain d'Occident comme mercenaires et se romanisent assez rapidement. Ils obtiennent le statut de peuple fédéré, mais ne parviennent pas à s'unir et éclatent en plusieurs petits royaumes. Plusieurs rois probablement légendaires se succèdent, dont Mérovée, fondateur de la dynastie des Mérovingiens. Le premier roi dont l'existence est certaine est Childéric Ier qui règne sur un petit royaume autour de Tournai.
Cinq ans après l'effondrement de l'Empire romain d'Occident, Clovis hérite en 481 d'un royaume plus petit que les autres royaumes barbares. En 486, il bat Syagrius à la bataille de Soissons et étend ses territoires. En 496, il bat les Alamans à Tolbiac et se fait baptiser à Reims. Il peut désormais se présenter comme le libérateur des peuples chrétiens de Gaule, alors sous domination de barbares qui pratiquent l'arianisme. En 507, il défait les Wisigoths lors de la bataille de Vouillé, ce qui lui permet de s'étendre dans le sud de la Gaule. En 509, il est élu roi de tous les Francs.

#### Le partage du royaume au gré des successions
Clovis Ier meurt en 511 ; son royaume est partagé entre ses quatre fils. Chacun hérite d'une partie du royaume et prend le titre de « roi des Francs ». Néanmoins, ce partage ne fait pas disparaître l'idée d'un ensemble uni, le Regnum Francorum (royaume des Francs). Ce dernier est divisé en trois grandes régions : l'Austrasie, la Burgondie et la Neustrie, dont les frontières évoluent au gré des guerres et des héritages. Plusieurs rois parviennent à réunir l'ensemble, mais dès la mort du souverain il est divisé entre ses descendants. Les Francs s'étendent à l'est aux dépens notamment du Royaume alaman ou encore de la Bavière.

#### Les Pépinides

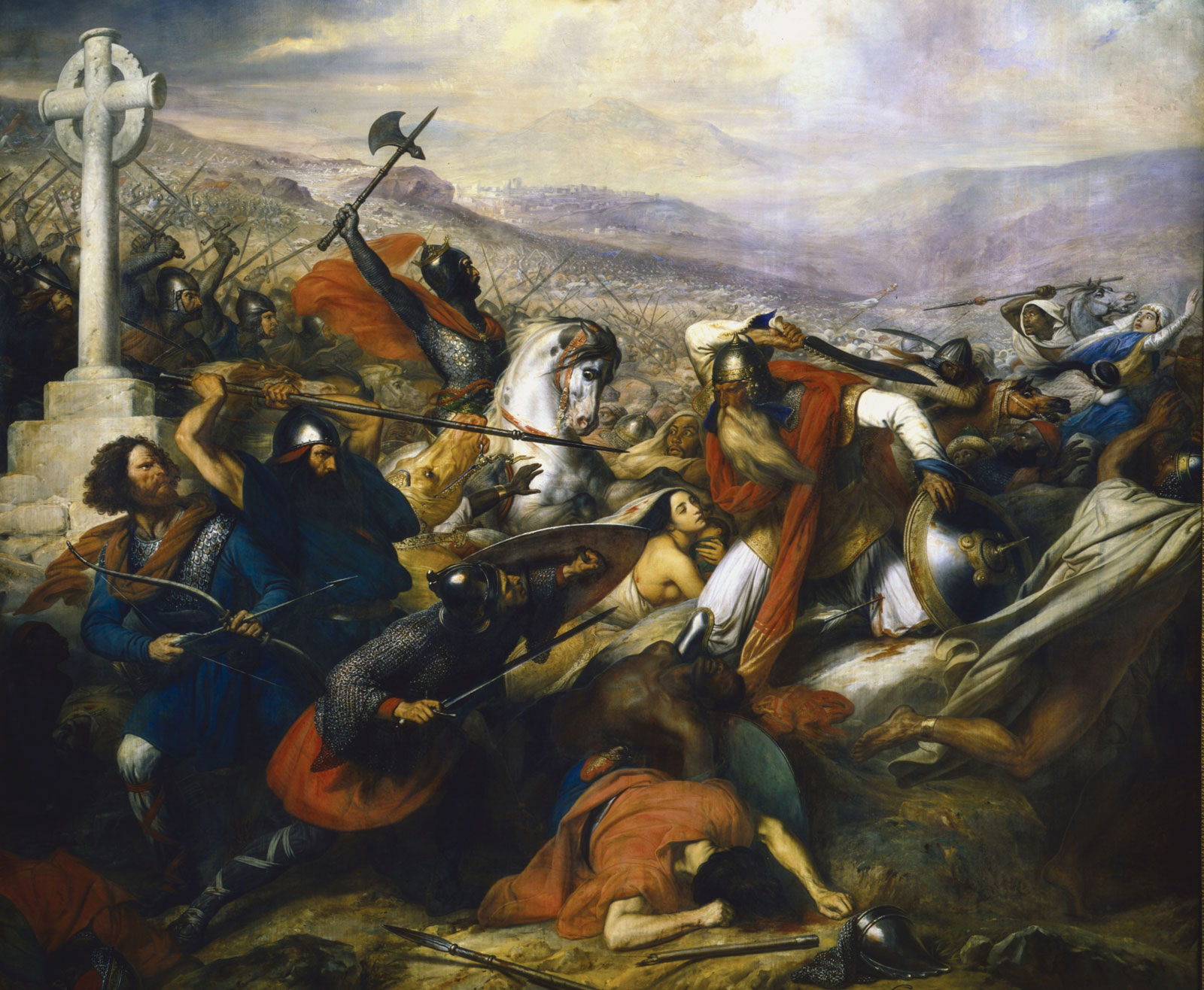
Bataille de Poitiers, tableau de Charles de Steuben réalisé en 1837 (vue d'artiste).

En 639, une crise éclate, permettant à l'aristocratie de renforcer sa puissance, en particulier, ceux qui occupent le poste de maire du palais récupèrent le pouvoir réel. La famille qui occupe cette charge, les Pépinides, s'impose. L'un de ses membres, Charles Martel, se constitue une clientèle en distribuant des bénéfices à ses fidèles et remporte plusieurs succès militaires dont la bataille de Poitiers qui met un terme à l'expansion musulmane en Europe de l'Ouest.
En 737, le dernier roi mérovingien meurt dans l'indifférence générale. Après une période de vacance du pouvoir, Pépin le Bref, fils de Charles Martel, est élu roi des Francs en 751 grâce au soutien de l'Église catholique qui souhaite un souverain fort. Il est aussi le premier roi des Francs à être sacré, pour montrer que son pouvoir vient de Dieu. Il sacre aussi ses fils pour établir un caractère héréditaire. En 755, il triomphe des Lombards et permet la fondation des États pontificaux et la décennie suivante il chasse les musulmans de Septimanie. Il impose plusieurs réformes, religieuses comme la dîme, et politiques comme le monopole de la création monétaire pour la monarchie. À sa mort, le royaume est partagé entre ses deux fils, puis le futur Charlemagne règne seul après la mort de son frère. Ce dernier agrandit son royaume en annexant notamment la Bavière et mène une guerre sainte contre les Saxons païens. Il organise l'administration de ses territoires et installe sa capitale à Aix-la-Chapelle.

#### L'Empire carolingien

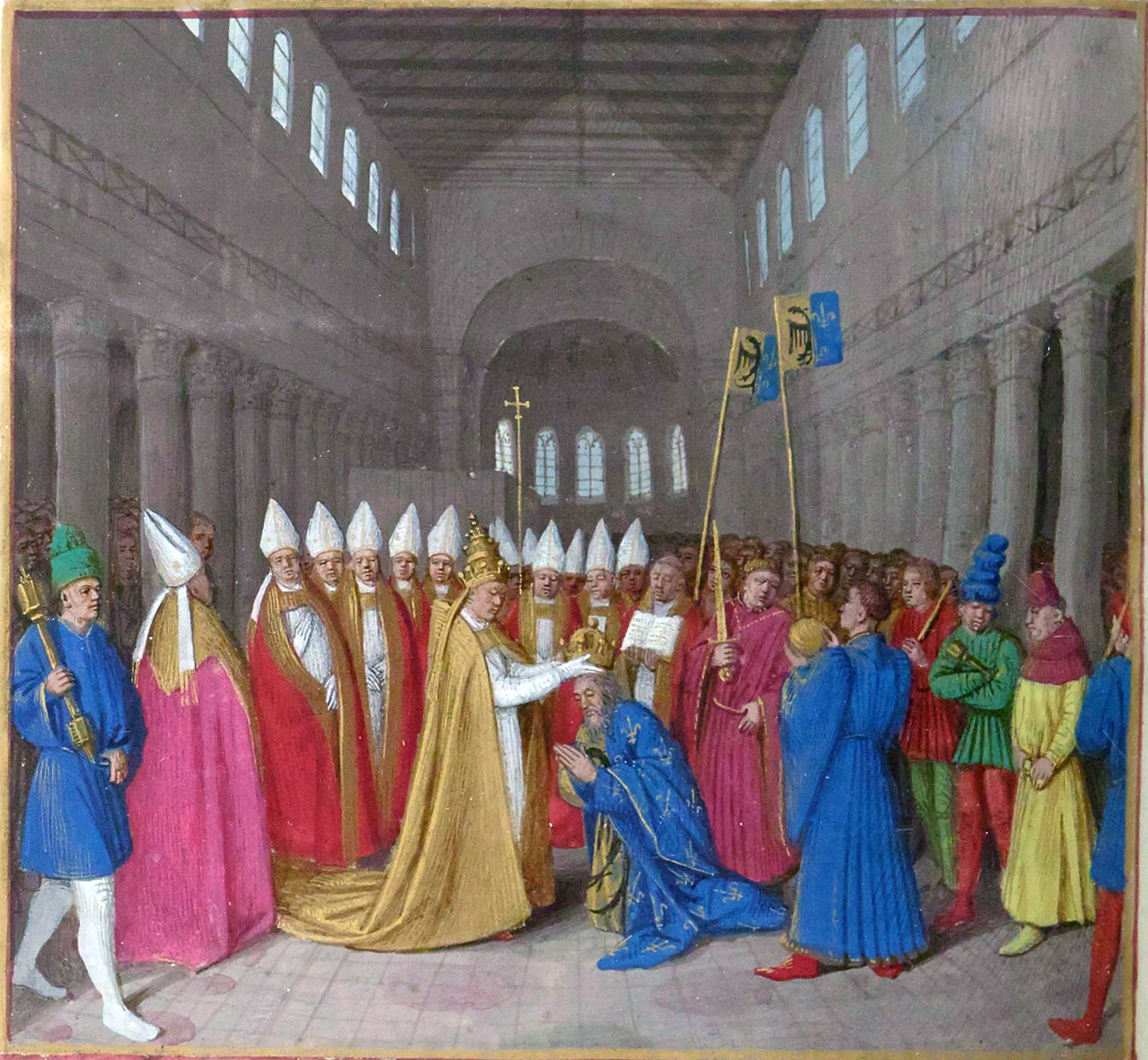
Couronnement de Charlemagne, miniature de Jean Fouquet, tirée des Grandes Chroniques de France, vers 1455-1460 (vue d'artiste).

Lors du Noël de l'an 800, Charlemagne est couronné empereur d'Occident par le pape. Charlemagne étant devenu le plus grand souverain chrétien d'Occident, le pape a besoin de son soutien au moment où l'Empire byzantin connaît une crise interne et n'existe plus aux yeux des chrétiens de l'ouest. Pour affirmer son pouvoir centralisateur, il divise l'Empire, et donc le royaume, en plusieurs centaines de comtés où il nomme un fidèle avec les pouvoirs judiciaires, militaire et de percepteur.
Charlemagne meurt en 814 ; son fils Louis le Pieux lui succède à la tête de l'Empire. La question de sa succession pose problème puisque le titre impérial ne peut être divisé. La guerre civile entre les trois fils éclate en 830 et Louis le Pieux abdique avant d'être remis sur le trône par les évêques. Il n'est plus qu'un souverain fantôme jusqu'à sa mort en 840, moment où Lothaire lui succède. Le 25 juin 841 à la bataille de Fontenoy-en-Puisaye, Charles et Louis battent leur frère Lothaire et l'obligent à diviser l'Empire en trois royaumes avec le traité de Verdun.

### Moyen Âge (843-1515)

#### La fin des Carolingiens

Le partage de l'Empire carolingien lors du traité de Verdun en 843.

En 843, Charles II le Chauve hérite de la Francie occidentale. En plus de la Francie médiane, Lothaire Ier hérite du titre impérial, mais théoriquement, une fraternité doit être maintenue entre les royaumes. La mort de Lothaire en 855 met fin à cette idée et son domaine est partagé entre ses trois fils. En 869, Charles le Chauve s'empare du domaine de Lothaire II, puis de la couronne impériale en 875, mais il n'est pas reconnu par l'ensemble de la chrétienté. En 877, il rédige le capitulaire de Quierzy qui réorganise le royaume en permettant aux comtes de transmettre héréditairement leurs charges. Il meurt la même année : ses successeurs sont confrontés à des crises politiques et à des invasions extérieures.
Face aux envahisseurs normands et hongrois, les grands seigneurs du royaume appellent l'empereur Charles III le Gros à l'aide. Mais celui-ci ne parvient pas à contenir la menace et ils élisent comme roi Eudes, comte de Paris, de la dynastie des Robertiens. La monarchie étant élective, les Carolingiens et les Robertiens se succèdent comme rois pendant plusieurs années. En 936, Louis IV d'Outremer devient roi, son fils et son petit-fils lui succèdent laissant penser à une restauration carolingienne. Mais en 987, les Grands du royaume élisent le Robertien Hugues Capet, qui règne sur une principauté autour de Paris.
Durant cette période, les principautés territoriales émergent. Le roi n'a plus le pouvoir réel et il ne gouverne plus que par l'intermédiaire des princes. Pour organiser la résistance contre les envahisseurs, Charles le Chauve a créé de grands commandements militaires qui regroupent plusieurs comtés confiés à un prince qui possède les pouvoirs administratifs et militaires. Au cours du Xe siècle, le roi perd le contrôle sur ce système et les princes deviennent presque totalement indépendants et transmettent leur charge à leurs descendants.

#### Le début des Capétiens

Carte des fiefs du royaume en 1030.

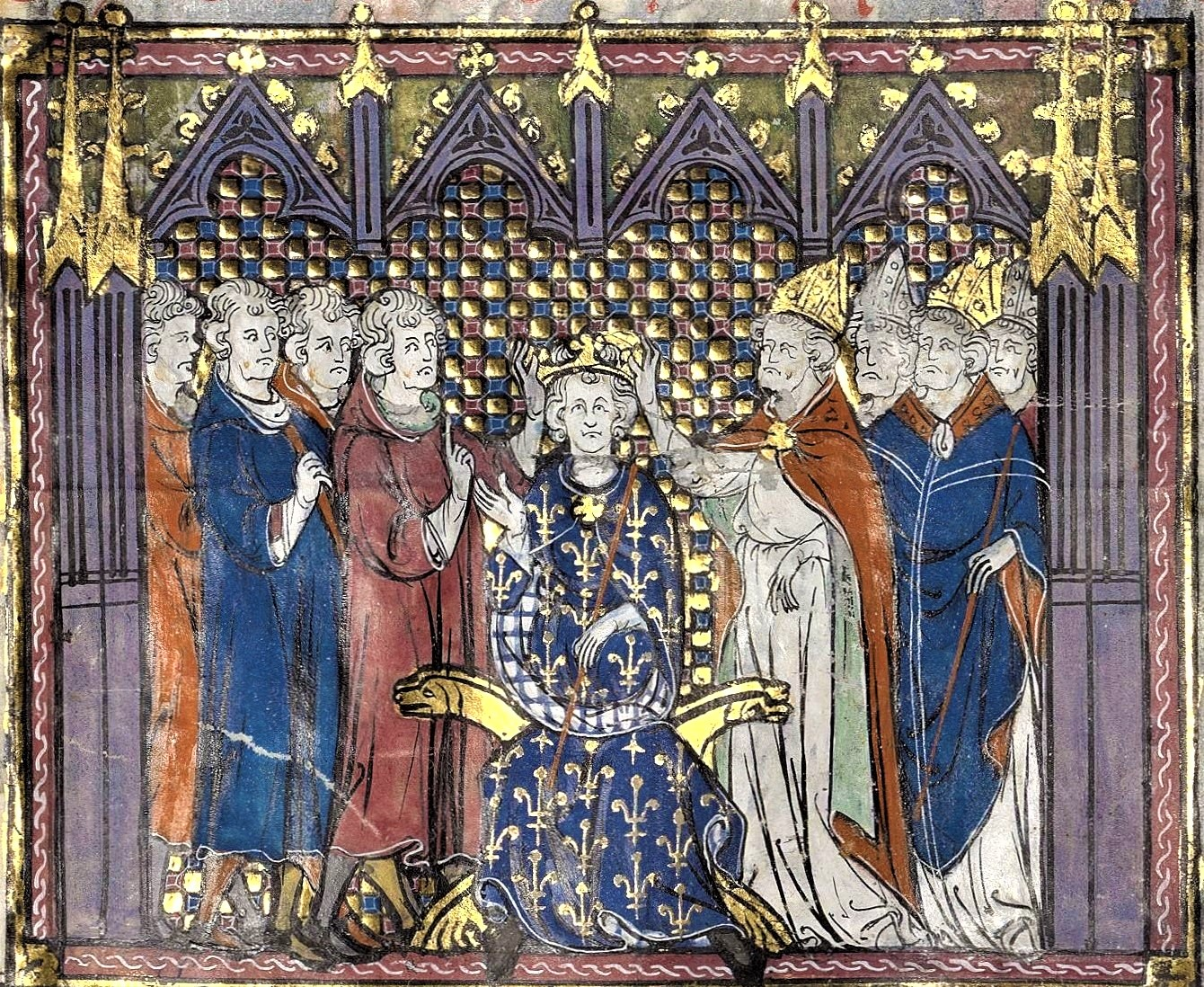
Sacre de Hugues Capet, le premier roi capétien, miniatures des Grandes Chroniques de France datant du XIVe siècle (vue d'artiste).

Le 3 juillet 987, Hugues Capet est élu roi des Francs. Il règne sur les princes qui le reconnaissent comme leur suzerain, mais il ne possède aucun pouvoir sur les territoires hormis sur le domaine royal. Au XIe siècle, les vassaux des princes territoriaux acquièrent aussi une indépendance de fait (sauf dans le duché de Normandie, le comté de Flandre et le comté de Barcelone) et c'est le châtelain qui possède le pouvoir judiciaire et économique réel. Les rois profitent de cette désorganisation pour imposer une transmission héréditaire de la couronne mais prennent conscience que leur pouvoir ne dépasse pas les frontières du domaine royal. Le fils aîné est alors associé au pouvoir en étant sacré du vivant de son père. En 1066, le duc de Normandie Guillaume conquiert la couronne d'Angleterre. Il est vassal du roi des Francs pour les terres continentales, mais indépendant dans son royaume d'Angleterre. S'ouvre alors une rivalité entre l'Empire anglo-normand et le roi.
Sous le règne de Louis VI, la vision du royaume commence à changer. Celui-ci mène plusieurs expéditions dans le domaine royal, pour soumettre les châtelains qui ne reconnaissent pas son pouvoir et des expéditions en dehors, signe que les Capétiens commencent à imaginer le royaume comme une unité. Louis VII continue cette politique en épousant Aliénor d'Aquitaine. En dehors des rois, une famille s'impose, celle de la maison Plantagenêt, qui règne sur un territoire immense dont une grande partie dépend du royaume des Francs. Les Plantagenêts sont alors plus puissants que le roi, surtout après le remariage d'Aliénor, en 1152, avec le jeune duc de Normandie, futur Henri II (roi d'Angleterre).

#### La construction de l'idée de royaume

Carte des fiefs du royaume en 1180.

En 1180, Philippe II Auguste devient roi. Le titre de roi des Francs (Rex Francorum) commence à être remplacé par celui de roi de France (Rex Franciæ) sous son règne, sporadiquement à partir de 1190, officiellement à partir de 1204. Son idée est d'étendre le domaine royal au détriment des princes. Il commence par obtenir une partie de l'Artois en dot. En 1185, une guerre contre plusieurs de ses vassaux lui permet d'obtenir le comté d'Amiens et une partie du Vermandois, ainsi que le comté d'Auvergne. En 1204, il s'empare militairement d'une partie des terres continentales du roi d'Angleterre après avoir utilisé le droit féodal pour prononcer une confiscation, dont le duché de Normandie. Pour reprendre ses terres, Jean d'Angleterre constitue une grande coalition que Philippe Auguste bat lors de la bataille de Bouvines. Il renforce son pouvoir dans le midi, en soutenant la croisade des albigeois qui combat l'hérésie cathare.
Louis VIII ne règne que trois ans, mais parvient à conquérir des fiefs dans le midi. Saint Louis hérite d'une situation compliquée avec des provinces en révolte. Après plusieurs grandes victoires, la situation est rétablie dans les années 1240. Il part en croisade de 1248 à 1254. À son retour, il profite de son prestige pour devenir l'arbitre des conflits diplomatiques français et européens. À l'intérieur du royaume, cette politique permet de placer la royauté au-dessus des autres princes. Il met aussi en place les bases d'une justice royale où le roi se place dans le rôle de juge et arbitre, notamment contre les abus de l'administration.
Philippe III le Hardi devient roi en 1270, il réunit notamment le comté de Toulouse au domaine royal. Il règne désormais sur l'ensemble du royaume où il peut légiférer et appliquer la justice, mais il ne touche des revenus que de son domaine. Philippe IV le Bel fait tout pour augmenter le trésor royal, en réorganisant l'administration et en procédant à des dévaluations monétaires. Il convoque aussi pour la première fois les États généraux pour lever de nouveaux impôts. En 1312, il dissout l'ordre du Temple auprès duquel il est endetté. La même année, il rattache Lyon au royaume. Son mariage avec Jeanne Ire de Navarre permet l'union des deux royaumes et le rattachement du comté de Champagne au domaine royal.

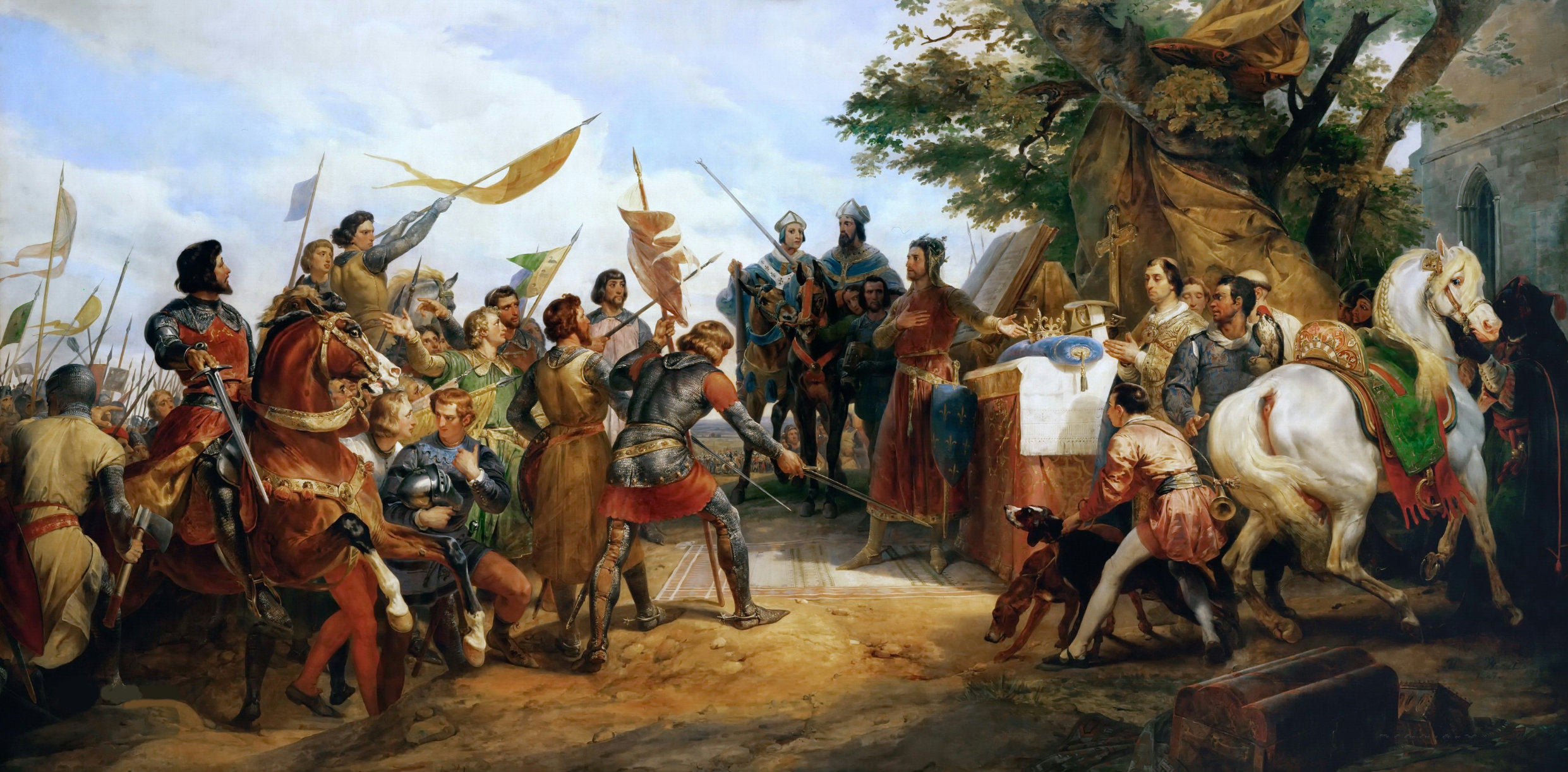
Bataille de Bouvines, 27 juillet 1214 peint par Horace Vernet en 1827 (vue d'artiste).

À la mort de Philippe le Bel en 1314, la petite noblesse se révolte contre le pouvoir central, qui s'impose en matière fiscale et judiciaire. Une crise dynastique éclate avec la mort prématurée de Louis X le Hutin en 1316. Un roi sans descendance est une première depuis l'avènement d'Hugues Capet et il est décidé d'exclure de la couronne la fille de Louis X. Les deux autres fils de Philippe le Bel règnent successivement jusqu'en 1328, mais s'éteignent sans héritier. Le plus proche héritier mâle est le roi d'Angleterre par sa mère, mais ce choix est repoussé par une assemblée qui lui préfère Philippe de Valois plutôt que voir le royaume tomber sous la tutelle anglaise.

#### La crise de la guerre de Cent Ans: le pouvoir royal renforcé
Philippe VI en 1337 confisque les terres continentales du roi d'Angleterre pour manque d'obéissance. En réponse, celui-ci revendique la couronne de France. Le conflit débute par une victoire à Crécy des Anglais, mais l'épidémie de peste noire, qui fait baisser la population, empêche l'Angleterre de tirer parti de ses victoires. En parallèle à ces événements, Philippe VI achète en 1349 par le traité de Romans, à Humbert II le Dauphiné de Viennois, le rattachant à la France et le faisant devenir la province du Dauphiné. En 1356, Jean II le Bon est fait prisonnier lors du désastre de Poitiers. Pour être libéré, il est obligé de signer le traité de Brétigny qui l'oblige notamment à accorder l'indépendance aux terres continentales anglaises. Plusieurs révoltes aristocratiques, bourgeoises et paysannes éclatent contre le pouvoir royal. En 1360 est créée une monnaie stable, le franc.

Descendance de Philippe III le Hardi.

Le nouveau roi Charles V lutte contre les compagnies qui ravagent le pays et reconquiert les territoires perdus avec des chefs comme Bertrand du Guesclin. À sa mort en 1380, les Anglais ne contrôlent plus en France que cinq ports. À partir de 1392, Charles VI est atteint de crises de folie. La rivalité entre les princes du sang pour contrôler le gouvernement devient une guerre civile entre Armagnacs et Bourguignons. Les Anglais relancent les hostilités en 1413. Deux ans plus tard la bataille d'Azincourt, défaite écrasante pour la noblesse française, mène à la signature du traité de Troyes qui déshérite le dauphin au profit du roi d'Angleterre.

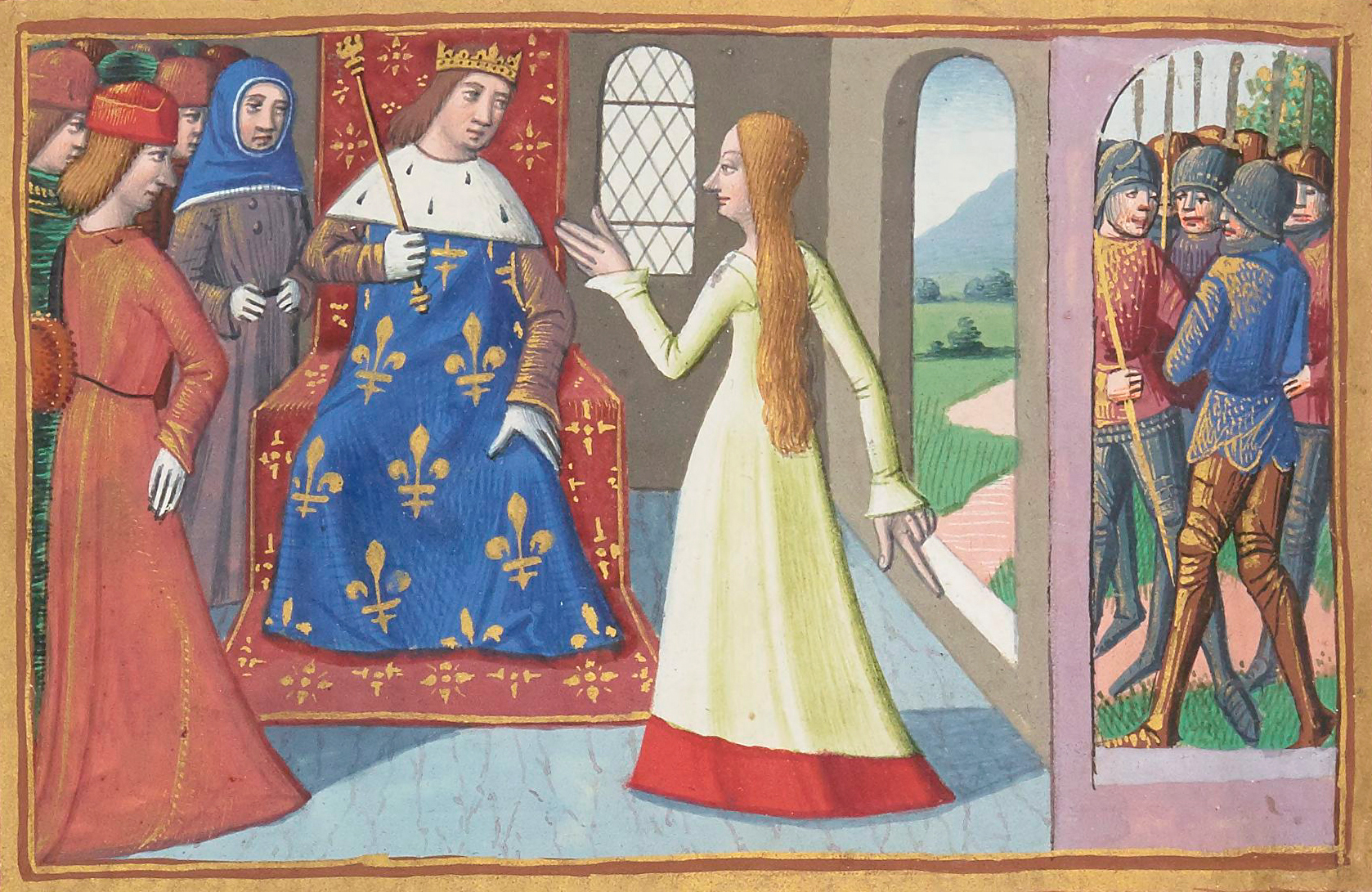
Jeanne d'Arc convainc le roi Charles VII et son Conseil de poursuivre le siège de Troyes. Enluminure du manuscrit Les Vigiles de Charles VII de Martial d'Auvergne, Paris, BnF, département des Manuscrits, fin du XVe siècle.

Carte des fiefs du royaume en 1477.

En 1422, Charles VI meurt quelques mois après le roi d'Angleterre Henri V. Charles VII se proclame roi de France : le royaume est en fait divisé entre les provinces occupées par les Anglais, celles fidèles à Charles VII et les États de Bourgogne. En 1429, une jeune paysanne connue de nos jours sous le nom de Jeanne d'Arc convainc Charles VII d'aller se faire sacrer à Reims, ce qui lui permet d'être légitime pour une grande partie de l'opinion. Elle est finalement brûlée par les Anglais en 1431. En 1435, le traité d'Arras réconcilie les Armagnacs et les Bourguignons et met fin à la guerre civile. Charles VII réorganise l'État, en mettant en place la première armée et le premier impôt permanent. En 1449, le duché de Bretagne rejoint le camp français et la Normandie est reconquise. En 1453, les Anglais perdent définitivement l'Aquitaine.

#### De la fin du féodalisme à l'idée d'absolutisme

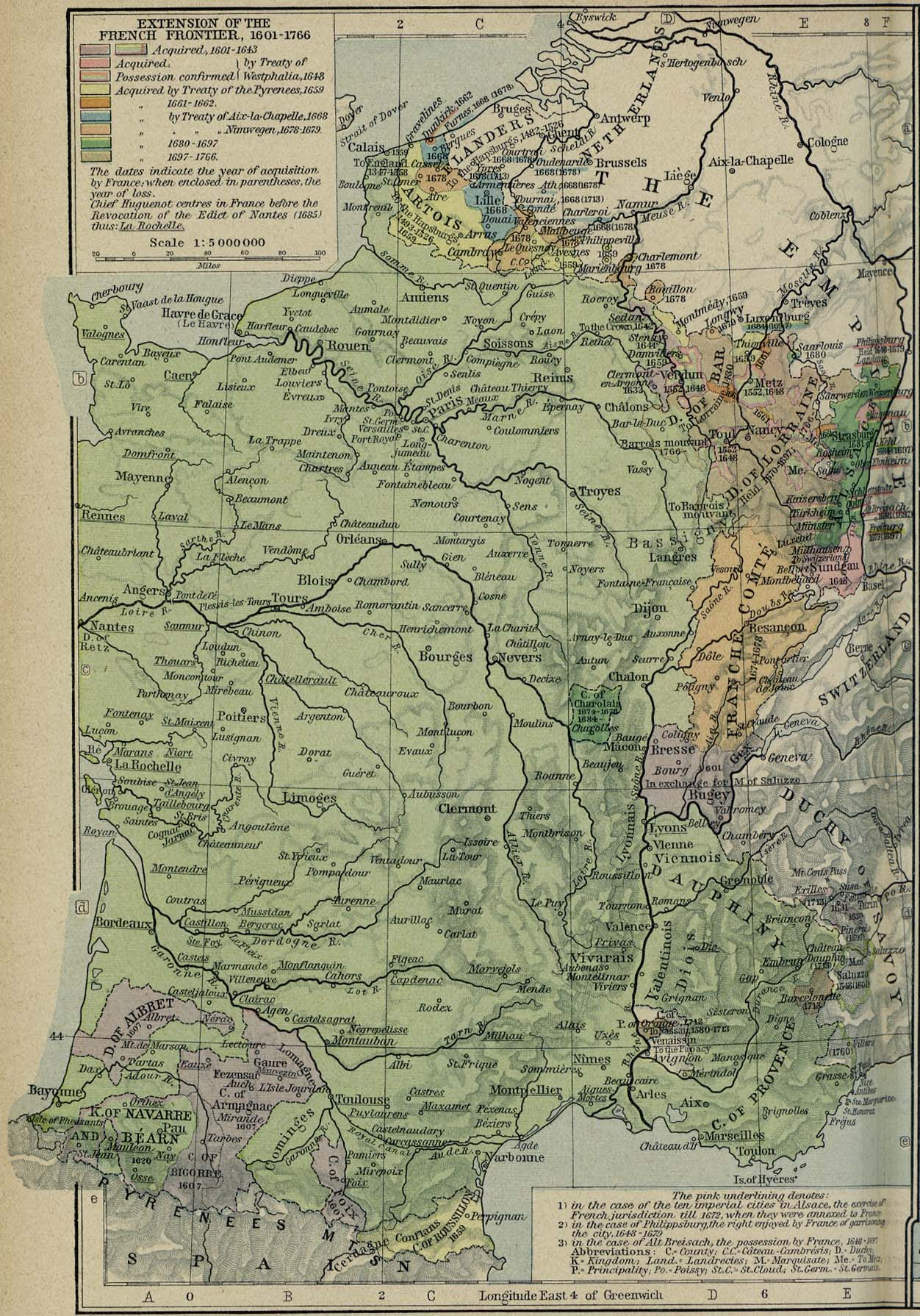
Les derniers fiefs dans le Sud en 1620

Les Anglais vaincus, le roi s'attaque au duché de Bourgogne et au duché de Bretagne qui sont des principautés quasi indépendantes. En 1465, plusieurs princes s'unissent dans la Ligue du Bien public contre l'accroissement des pouvoirs de Louis XI. Charles le Téméraire, duc de Bourgogne, mène la fronde, mais le temps n'est plus à l'émiettement du pouvoir et les princes aspirent à un rapprochement avec le roi. Le duc de Bourgogne est retrouvé mort en 1477, ses terres sont partagées entre le roi (qui récupère notamment le duché de Bourgogne et la Picardie) et l'empereur. Ce partage ouvre une rivalité avec les Habsbourg qui dure jusqu'au XIXe siècle. Charles VIII, devenu roi en 1483, prépare l'union de la Bretagne en mariant son héritier avec la duchesse. Des territoires comme le comté d'Anjou et le comté de Provence sont rattachés à la Couronne, tandis que le comté de Flandre est perdu. Les guerres d'Italie débutent en 1494 pour faire valoir les droits des Valois sur le royaume de Naples, puis le duché de Milan pour Louis XII, devenu roi en 1498.

### Époque moderne (1515-1789)
L'Ancien Régime voit l'aboutissement du processus de reconquête par le roi de la puissance publique. Les institutions clés de l'Ancien Régime trouvent leurs racines depuis le règne de François Ier.

#### Les difficultés de la Renaissance et la réconciliation d'Henri IV
François Ier devient roi en 1515 et remporte la bataille de Marignan qui lui permet de reconquérir le Milanais. En 1519, le roi d'Espagne Charles Quint, héritier des ducs de Bourgogne, est élu Empereur : ses territoires encerclent la France qui, en réponse, s'allie avec l'Empire ottoman. En 1525, à la faveur du désastre de Pavie, l'Empereur fait prisonnier François Ier, qui le restera plus d'un an, et exige que le duché de Bourgogne lui soit livré. Mais les États de la province refusent : ils demandent à rester sujets du roi de France, signe que le roi, malgré la centralisation, ne peut décider de tout. En 1539, le roi promulgue l'ordonnance de Villers-Cotterêts qui fait notamment du français la langue officielle de l'État face au latin.

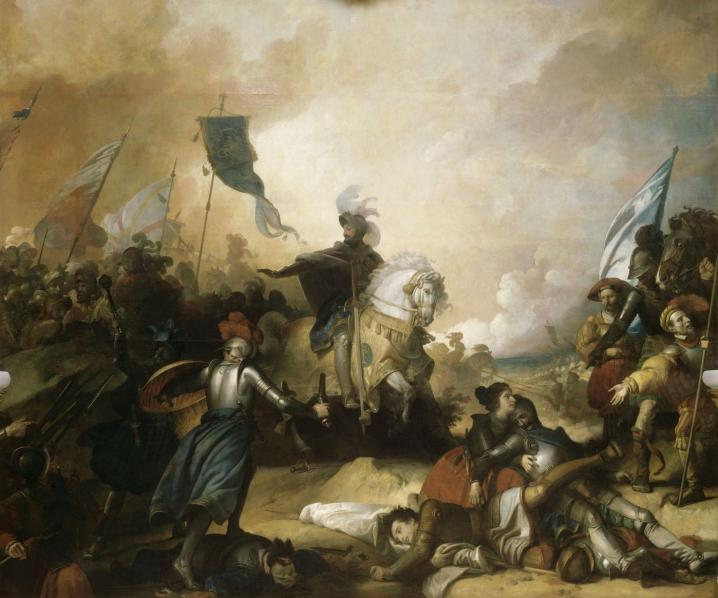
Bataille de Marignan, 14 septembre 1515 par Alexandre-Évariste Fragonard, 1836 (vue d'artiste).

À partir des années 1530, la réforme protestante provoque une crise dans l'Église. La France est touchée et les protestants ont pour têtes de proue les Condé et les Châtillon. La répression contre les hérétiques s'accentue avec l'avènement d'Henri II. Catherine de Médicis assure la régence après sa mort et tente d'éviter la guerre civile en promulguant plusieurs édits qui autorisent la liberté de culte pour les protestants, mais qui indignent les catholiques fervents.

Territoires contrôlés par les protestants lors des guerres de Religion (1562-1598) sur les frontières en 1685.
huguenots (calvinistes/réformés)
zone contestée
catholiques
luthériens (Alsace)

Les guerres de religion, opposant catholiques et protestants, débutent en 1562 avec le massacre de Wassy. Les villes tombent dans les mains des deux protagonistes et le chef des catholiques François de Guise est assassiné. Une trêve est signée avec une clause qui prévoit le mariage d'Henri III de Navarre (futur Henri IV) avec la sœur du roi. Il est célébré en 1572 et, pour l'occasion, la noblesse protestante monte à Paris. Quelques jours plus tard, un attentat provoque le massacre de la Saint-Barthélemy, qui se propage dans de nombreuses villes du royaume. Cet événement provoque une rupture des protestants avec la monarchie catholique. Ils commencent à s'émanciper dans le Midi en organisant un « État dans l'État ».
Henri III devient roi en 1574 et accorde l'édit de Beaulieu. Les catholiques trouvent les dispositions excessives et forment des ligues qui mènent des opérations militaires. En 1588, une insurrection catholique éclate dans Paris et oblige le roi à se réfugier à Chartres. En réponse, il fait assassiner Henri Ier de Guise, provoque une rupture avec la Ligue et s'allie avec les protestants pour récupérer son trône. Son assassinat en 1589 propulse le chef protestant sur le trône, mais les ligueurs refusent de le reconnaître. En 1593, Henri IV se convertit au catholicisme et doit combattre jusqu'en 1598 pour conquérir son royaume. Cette même année est signé l'édit de Nantes qui reconnaît la liberté de culte aux protestants. Avec la réunion des deux couronnes, les rois portent désormais le titre de roi de France et de Navarre

#### L'affirmation du pouvoir royal: vers l'absolutisme
Henri IV met en place une des premières véritables politiques économiques de la France. La colonisation française des Amériques débute avec la fondation de Port-Royal en 1604 et de Québec. Le roi est assassiné en 1610 et après une régence de son épouse Marie de Médicis, Louis XIII s'entoure de ministres tels que le cardinal de Richelieu. Son père et lui intègrent les fiefs bourbons à la couronne, comme le comté d'Armagnac, le comté de Foix ou encore la vicomté de Béarn.
En 1635, la France s'engage dans la guerre de Trente Ans qui lui permettra de s'étendre à l'est avec notamment l'annexion de la Haute-Alsace.

Conquête territoriale du royaume de France de 1552 à 1788.

Louis XIII meurt en 1643 : son fils n'a que cinq ans et sa mère Anne d'Autriche assure la régence avec le cardinal de Mazarin. En 1648, les parlementaires, inquiets de la montée de l'autorité monarchique et des impôts, tentent un coup de force pour contrôler la monarchie. Une émeute éclate à Paris obligeant la cour à quitter la capitale. Les princes rejoignent la Fronde, mais leurs armées sont défaites et en 1652, Louis XIV, déclaré majeur l'année précédente, peut faire son entrée dans Paris. En 1659, l'Espagne cède par le traité des Pyrénées le comté de Roussillon et le comté d'Artois qui sont rattachés au royaume.
En 1661, Louis XIV déclare qu'il règne et gouverne seul et réforme la gestion administrative. Jean-Baptiste Colbert devient le principal collaborateur du roi, ensemble ils mènent une politique de soutien aux manufactures, de création de grandes compagnies de commerce, et de soutien aux arts. Marqué par la Fronde, le roi souhaite réduire au silence la noblesse. Pour la surveiller, il fait construire le château de Versailles où il s'installe en 1682. Il met en place une société de cour où les grands seigneurs doivent vivre une grande partie de l'année pour obtenir des faveurs royales. En 1682, la colonisation de l'Amérique s'accélère avec la fondation de la Louisiane.
Pour faire face aux guerres, l'armée et la marine royale sont renforcées, Vauban fortifie les villes clés. La France s'impose comme la première puissance du continent par de nombreuses conquêtes militaires comme la Flandre française et la Franche-Comté. En 1685, Louis XIV révoque l'édit de Nantes : l'élite protestante restante s'exile. Il met en place la politique des Réunions, qui a pour but d'annexer des enclaves comme Strasbourg. Les guerres suivantes sont plus difficiles et il doit lutter contre une Europe coalisée lors de la guerre de la Ligue d'Augsbourg et la guerre de Succession d'Espagne. Cette dernière permet à son petit-fils Philippe V d'Espagne d'accéder au trône d'Espagne s'il renonce à ses prétentions sur celui de France.

#### Le siècle des Lumières et la contestation du pouvoir royal
Louis XIV disparaît en 1715 ; son successeur est son arrière-petit-fils Louis XV, alors âgé de cinq ans. La régence est assurée par Philippe d'Orléans qui commence par casser le testament du défunt roi qui devait le contrôler dans sa fonction. Des politiques sont menées pour éviter la banqueroute, dont le système de Law qui mène à un désastre économique. La régence prend fin en 1723 et Louis XV nomme André Hercule de Fleury comme principal ministre. Louis XV se lance dans la guerre de Succession de Pologne qui aboutit à la nomination au duché de Lorraine de son beau-père polonais et au fait que le duché revienne à la Couronne à la mort du duc. Malgré la victoire française lors de la guerre de Succession d'Autriche, Louis XV ne demande aucun territoire, ce qui provoque des mécontentements dans le royaume. La guerre de Sept Ans sonne le glas des possessions françaises aux Amériques.
Louis XVI devient roi en 1774. Rapidement, il rompt avec la politique de son prédécesseur. Il nomme Turgot ministre avec pour mission de réformer l'État. Ce dernier commence par libéraliser la vente des grains, ce qui mène à la guerre des farines et rompt la confiance du peuple envers le roi qui, jusqu'ici, était vu comme le père nourricier. Pour venger la perte de ses territoires américains, la France soutient les rebelles dans la guerre d'indépendance des États-Unis, mais les frais engagés font replonger le royaume dans les difficultés financières.
Le siècle s'achève avec une évolution significative des mentalités. La théorie de la gravité universelle formulée par Isaac Newton en 1687 et promue en France notamment en 1734 par les Lettres philosophiques de Voltaire met à mal l'idée d'une quelconque transcendance divine dont découlerait une monarchie de droit divin en France. Par ailleurs, la publication en 1748 de De l'esprit des lois de Montesquieu et à partir de 1751 de l'Encyclopédie ou Dictionnaire raisonné des sciences, des arts et des métiers de Diderot et D'Alembert ouvrent la voie à une vision plus raisonnée et scientifique du monde, dans laquelle la prétendue omnipotence du pouvoir royal est remise en question. La diffusion des nouvelles idées est facilitée par les progrès de l'alphabétisation et le développement de la pratique de la lecture.

### Monarchies constitutionnelles (1789-1848)

#### Le royaume sous la Révolution

Les provinces françaises en 1789

Limites des 83 départements de 1790.

La prise de la Bastille le 14 juillet 1789. Aquarelle de Jean-Pierre Houël, BNF.

Pour sortir le pays de la crise financière, le roi fait appel aux États généraux. Ils s'ouvrent en mai 1789, mais le 17 juin 1789, les députés du tiers état se proclament en Assemblée nationale et entament un bras de fer avec le roi. Le renvoi de Jacques Necker et la concentration des troupes royales provoquent des troubles. Le 14 juillet 1789, les Parisiens attaquent la Bastille pour y récupérer des armes, puis dans les campagnes, c'est la Grande Peur qui oblige les députés à voter le rachat des droits féodaux lors de la nuit du 4 août 1789. En octobre, le roi est ramené à Paris par une foule en colère : il doit désormais loger au palais des Tuileries.
L'Assemblée nationale prend une série de mesures pour consolider l'unité nationale, dont l'égalité des droits, l'unification du droit au niveau national, ou encore la création des départements pour rationaliser le découpage administratif.
La loi sur la Constitution civile du clergé réorganise l'Église française en faisant des membres du clergé des fonctionnaires.
Les enclaves comme le Comtat Venaissin sont rattachées à la France.
Se sentant en danger, Louis XVI quitte secrètement Paris pour rejoindre des royalistes à Montmédy, mais il est rattrapé et ramené dans la capitale. Dès lors, le lien entre le roi et la population est rompu. La constitution est promulguée en septembre 1791, mettant fin officiellement à la monarchie de droit divin pour la transformer en une monarchie constitutionnelle.
En avril 1792, l'Assemblée nationale déclare la guerre à l'Autriche, mais les défaites s’enchaînent et la France est sur le point d'être envahie. Un manifeste, envoyé par le chef des armées étrangères et menaçant les Parisiens, met le feu aux poudres. Le 10 août 1792, la foule envahit la cour des Tuileries. Le roi doit alors s'abriter à l'Assemblée nationale, qui le suspend.
Le 21 septembre 1792, le lendemain de la bataille de Valmy, les députés votent l'abolition de la royauté en France : la République succède à la monarchie constitutionnelle. Pendant la Terreur, le roi est jugé, condamné à mort et guillotiné le 21 janvier 1793, la reine Marie-Antoinette est exécutée quelques mois plus tard et le dauphin meurt en prison le 8 juin 1795.

#### La Restauration
La royauté est rétablie le 6 avril 1814, après la défaite de Napoléon Bonaparte face aux armées européennes coalisées. Le sénat appelle Louis XVIII, frère de Louis XVI, qui accède à la tête de l'État en octroyant une charte. Cette charte constitutionnelle limite les contours de son pouvoir.
Louis XVIII souhaitant une politique de réconciliation entre l'ancienne et la nouvelle France, oubli et pardon sont les mots d'ordre de sa politique de 1814 à 1820, l'objectif étant de royaliser la Nation et de nationaliser la royauté.
En mars 1815, Napoléon revient d'exil et rétablit l'Empire pendant les Cent-Jours, tandis que Louis XVIII se réfugie à Gand.
Louis XVIII revient ensuite sur le trône après la défaite de Napoléon à Waterloo et commence une politique libérale. Le Roi meurt sans enfant en septembre 1824. Il a pour successeur son frère Charles X. Celui-ci, à l'inverse de son frère, est très pieux, Il souhaite favoriser l'Eglise, la noblesse, et s'appuie sur les députés ultraroyalistes.
Devant la montée électorale des libéraux, plusieurs ordonnances sont prises en juillet 1830 pour limiter les libertés publiques, comme le rétablissement de la censure pour la presse ou la dissolution de la chambre, et provoquent des émeutes, connues sous le nom de « Trois Glorieuses » qui conduisent à l'abdication du Roi, le 2 août 1830.

#### La monarchie de Juillet

La Liberté guidant le peuple, représentant la révolution des Trois Glorieuses qui mène à l'instauration de la monarchie de Juillet.

La Chambre des députés nomme « roi des Français » Louis-Philippe Ier, chef de la branche capétienne cadette des Orléans. Le 9 août 1830, il prête serment et promet de respecter la Charte. Le drapeau tricolore remplace définitivement le drapeau blanc. Le régime s'installe et la bourgeoisie « prend le pouvoir » en excluant la majorité du peuple du suffrage. Commencée sous le régime précédent, la conquête de la future Algérie s'accélère, relançant la politique de colonisation. La France s'implante aussi dans le golfe de Guinée, au Gabon, à Madagascar, à Mayotte et signe un protectorat avec le royaume de Tahiti. La corruption et la crise économique font beaucoup de mécontents. Pour contourner l'interdiction de réunion, des opposants organisent des banquets républicains. L'interdiction d'un de ces banquets provoque des agitations qui se transforment en émeute après des tirs de la troupe sur des manifestants. Louis-Philippe, qui refuse d'être responsable d'un massacre, abdique le lendemain. Le soir même, le gouvernement provisoire proclame la République qui va organiser des répressions face aux ouvriers en colère lors des journées de juin 1848.

## Institutions
Le roi est le personnage central des institutions. Sa volonté fait loi, mais il a l'obligation de se faire conseiller au sein de la cour, puis du conseil. Pour effectuer ses prérogatives, le roi délègue son pouvoir sous forme d'offices vénaux, mais gère aussi de nombreux agents publics.

### Roi

Louis XIV, roi de 1643 à 1715 : son règne fut le plus long de l'histoire de France. Portrait de Louis XIV en costume de sacre, 1701.

#### Le personnage

##### Une royauté de droit divin
Depuis les temps carolingiens, le roi, monarque de droit divin, est un personnage sacré qui incarne la souveraineté de l'État. Il dispose de l'ensemble de ses attributions dès la mort de son prédécesseur, mais il n'est légitime aux yeux du peuple qu'après la cérémonie du sacre qui se déroule dans la cathédrale de Reims. Cette cérémonie montre l'intervention de Dieu dans l'attribution de la couronne, qui se manifeste sous deux formes : le roi justicier, qui doit faire régner la paix et la justice divine, ainsi que le fait de guérir les écrouelles en touchant les malades. Le roi échappe à la condition commune, il est un personnage public qui a l'obligation de se montrer et ne peut pas posséder de vie privée. Au temps des Mérovingiens, le roi tient surtout son pouvoir de la conquête, le prestige du chef et surtout de la fidélité personnelle qui l'unit à ses sujets.

##### Une souveraineté temporelle
Du Xe siècle à la fin du XVe siècle, la royauté entame une lutte pour imposer sa pleine souveraineté à l'intérieur et à l'extérieur du royaume. En France, le roi doit se libérer des liens féodaux et montrer qu'il est le chef suprême de tout le monde, en dehors des liens personnels, pour ne plus avoir à passer par ses vassaux pour atteindre la masse des sujets du royaume. À l'extérieur du royaume, il se bat pour l'indépendance politique de la France pour qu'aucun pouvoir temporel et spirituel ne soit au-dessus de lui, notamment l'Empereur du Saint-Empire romain germanique et le Pape. Après une lutte de plusieurs siècles contre la Papauté, les souverains français parviennent à faire reconnaître l'idée qu'ils ne tiennent leur pouvoir que de Dieu. Avec la doctrine du gallicanisme, ils font reconnaître l'autonomie de l'Église française par rapport à Rome.

##### Pouvoirs
Sous l'Ancien Régime, la personne du roi concentre les trois pouvoirs, au terme d'un processus commencé à partir du XIIe siècle. Auparavant, le roi ne peut légiférer en dehors de son domaine sans le consentement de ses vassaux et ne peut rendre la justice au détriment des juridictions seigneuriales et ecclésiastiques. Par la suite, il est admis que la volonté du roi fait force de loi, mais il doit s'entourer de conseillers l'aidant dans ses décisions. En matière judiciaire, le roi ne pouvant plus exercer personnellement la justice, il délègue ses pouvoirs à des tribunaux.

En pratique, son pouvoir est néanmoins limité par celui de nombreuses autres institutions avec lesquelles il doit composer, comme les assemblées d'états, les états généraux, les cours souveraines. Il est déterminé par le droit coutumier ou encore les lois fondamentales du royaume de France.
Le roi possède plus précisément des droits régaliens comme le pouvoir législatif, judiciaire, défensif et monétaire. Il exprime sa volonté par des édits ou des ordonnances qu'il signe de la formule « car tel est notre plaisir ». Il peut aussi créer des offices et anoblir les roturiers. Le roi est le maître de la défense du royaume. Il a donc l'obligation de défendre ses vassaux et sujets, mais aussi de faire la guerre pour reconnaître des intérêts lésés par des puissances étrangères. Parmi ses autres obligations, il a celle de rendre la justice à ses sujets. Ces derniers peuvent évoquer tout litige devant la justice royale. Le roi a aussi le pouvoir de punir ou de faire grâce à n'importe qui, s'il estime que cela sert les intérêts du royaume. À partir de la fin du Moyen Âge, le roi est le seul à avoir le pouvoir de battre monnaie, mais en contrepartie il est le garant de sa valeur.

#### L'entourage

##### La famille royale

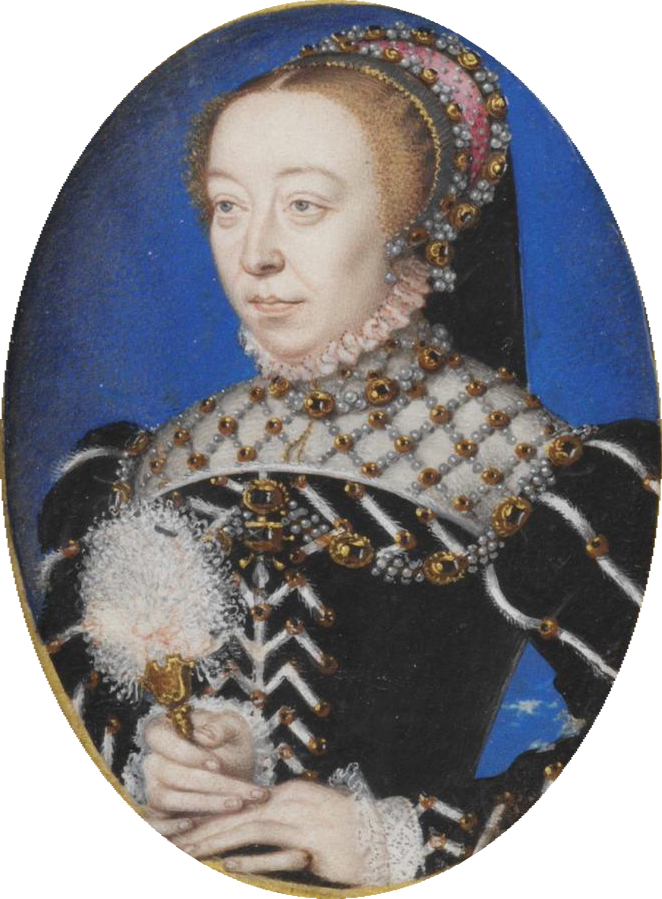
Catherine de Médicis, reine de France de 1547 à 1559 et mère de trois rois de France. Portrait miniature par François Clouet, Victoria and Albert Museum, vers 1555.

La reine partage les honneurs du trône, mais ne peut prétendre à l'exercice du pouvoir, sauf durant les périodes de régence. À partir du XVIIe siècle, la famille royale est divisée en trois ordres : d'un côté les descendants directs du roi, d'un autre les proches parents (frères et sœurs et leurs enfants) et enfin les princes du sang en ligne masculine. Ces derniers sont théoriquement tous les descendants mâles d'Hugues Capet, mais ils ne concernent dans la réalité que les descendants de Saint Louis. Ils sont les seuls à pouvoir accéder à la couronne de France et le souverain doit les consulter sur les grandes affaires de l'État. Leur ordre de préséance est dicté par les règles de succession au trône.

##### Les règles de succession au trône
La couronne n'est pas la propriété du roi. Il ne peut pas en disposer comme à sa guise, puisqu'il doit obéir aux lois fondamentales du royaume de France, dont la première est la loi salique. C'est la coutume et la tradition qui dictent les lois pour la transmission de la couronne. La couronne se transmet de mâle en mâle en primogéniture, excluant les femmes et leurs descendants, mais aussi les bâtards (même légitimés) et les protestants. Les lois ne sont pas écrites mais sont édictées au fur et à mesure des circonstances pour répondre à un problème posé, comme un héritier au trône protestant. Tous les rois ont toujours été catholiques, donc d'après la coutume, le nouveau roi doit se convertir s'il veut pouvoir monter sur le trône.
Au temps des Carolingiens et aux débuts des Capétiens, la couronne est élective par acclamation des grands barons du royaume. Jusqu'à Louis VII, les Capétiens ont pour tradition de faire couronner de leur vivant leur fils aîné, appelé Dauphin à partir de 1349 : ils font ainsi progressivement de l'élection une formalité symbolique. Le roi reste cependant le chef de la noblesse qu'il réunit autour de sa personne à la cour. En période de succession ouverte, de grands seigneurs se permettent de peser sur les évènements, tels les Guise de 1584 à 1594 lors de la succession d'Henri III ou le duc d'Épernon lors de l'assassinat d'Henri IV en 1610.

##### La cour
La cour prend un premier essor sous François Ier et les Valois-Angoulême. Elle est alors itinérante entre les châteaux d’Île-de-France et du Val de Loire, quand elle n’entreprend pas un périple à travers le royaume, tel celui de Catherine de Médicis au début de sa régence.
Sous les Bourbons, la cour se sédentarise en Île-de-France. Alors qu’en Angleterre et en Espagne, le rôle de la cour décline à partir des années 1660, elle connaît en France un nouvel essor à l’initiative de Louis XIV, qui l’établit à Versailles où elle demeurera jusqu’en 1789. La politique de Louis XIV est présentée a priori comme une domestication de la noblesse dans la mesure où elle permet au roi de rabaisser les grands et de décider de l’ascension ou de la diminution des lignages. Elle traduit cependant l’établissement d’une relation directe du souverain avec sa noblesse qu’il fédère autour de lui, stabilisant dans la pratique la position des lignages les uns par rapport aux autres.
L’étiquette est alors un rite social qui extériorise un ordre social, dans la mesure où chacun y trouve moyen d’exprimer sa position hiérarchique au sein de l’élite.

### Gouvernement

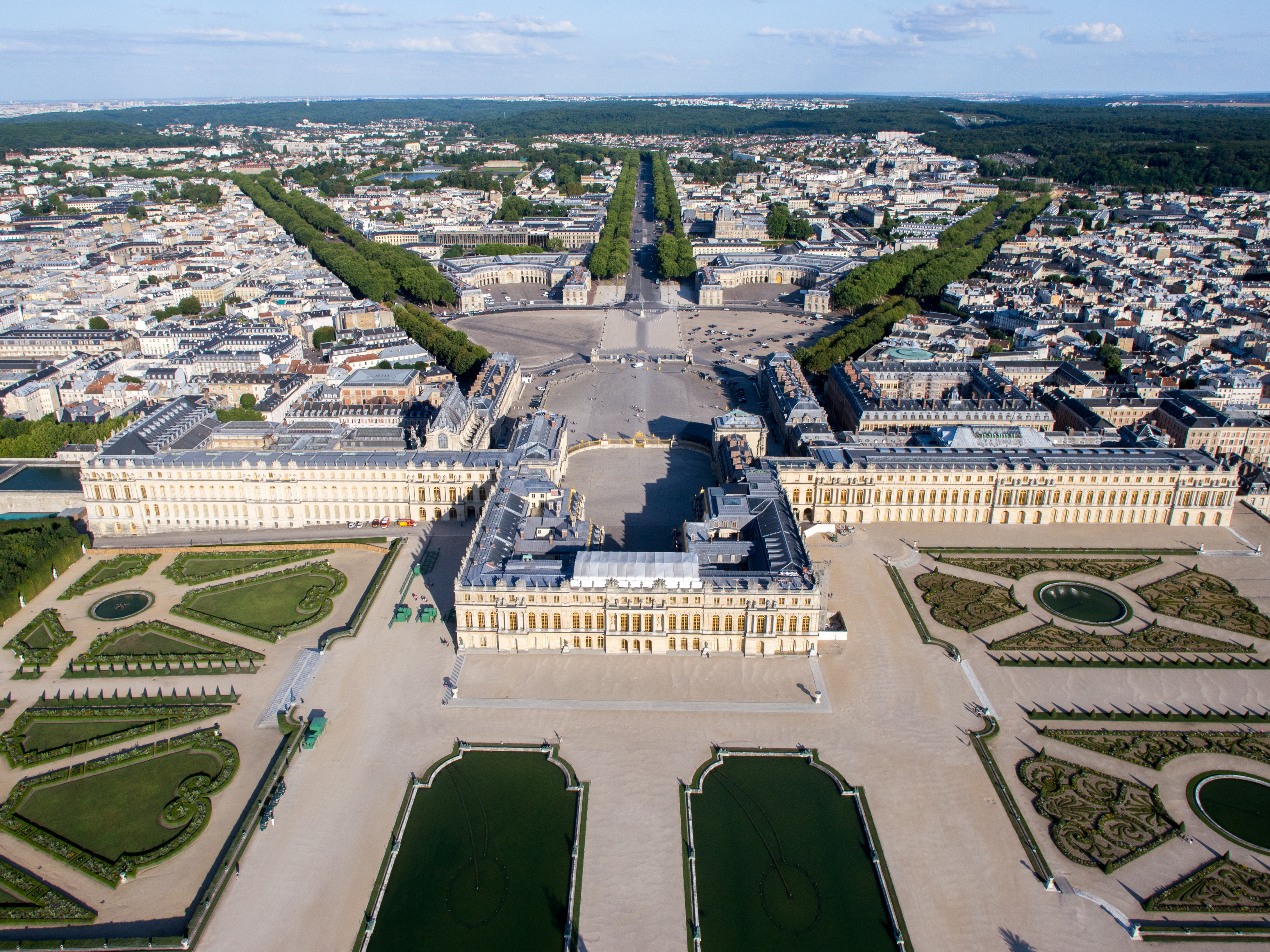
Le château de Versailles, lieu du pouvoir monarchique de 1682 à 1789.

Lors des débuts de la dynastie capétienne, le gouvernement central s'organise autour de deux éléments, la maison du Roi, qui regroupe les grands officiers et les serviteurs qui forment l'Hôtel du roi. De plus, le roi choisit parmi les ecclésiastiques, ses vassaux et des conseillers administratifs pour former la cour. Au XIIIe siècle, l'extension du domaine royal oblige à recruter des spécialistes des tâches administratives au détriment des princes et barons. C'est à cette période qu'émerge le conseil du roi qui traite des affaires du gouvernement au plus haut niveau. Sous l'Ancien Régime, le conseil du roi est l'élément central du gouvernement, le roi y prend ses décisions souveraines qui orientent toute la vie politique du royaume.

#### Conseil du roi
Le conseil est issu de la cour de France du Moyen Âge où les proches et vassaux du roi se réunissent pour donner conseil au souverain. La cour suit le roi dans ses déplacements et se réunit chaque fois que le roi a besoin de prendre son conseil. Elle rassemble les personnes que les circonstances placent auprès du roi, même si certains personnages du royaume y siègent de droit : les membres de la famille royale, ainsi que les hauts barons et ecclésiastiques. Toutes les décisions importantes concernant le royaume doivent être délibérées au conseil. À partir de Louis VII le Jeune, parallèlement au conseil large avec les grands du royaume, un conseil restreint se met en place avec des conseillers en qui le roi a confiance. La composition change au XIIIe siècle, les conseillers siègent non plus en fonction de leur rang, mais en fonction de leur compétence à effectuer un travail administratif que les barons ne savent ou ne peuvent pas faire. Petit à petit, le roi ne les convoque au conseil que pour traiter les affaires les concernant. C'est à cette époque que les tâches administratives se séparent en trois branches ; judiciaire avec le parlement, financière avec la chambre des comptes et politique avec le conseil du roi.
Le conseil se réunit selon les besoins du roi. Le souverain peut y appeler qui il veut selon l'ordre du jour et les circonstances politiques, mais les grands officiers et princes du sang siègent naturellement au conseil. À leur côté, siègent des hommes que le roi choisit pour leurs compétences, qui à partir du XIVe siècle prennent le titre de conseillers du roi. Le conseil n'a qu'un rôle consultatif, puisque la décision finale dépend uniquement du roi, mais le conseil peut siéger en son absence pour délibérer des affaires courantes. C'est lors des conseils que le roi exerce sa justice retenue qui lui permet d'interrompre la justice ordinaire pour s'emparer d'une affaire. En 1497, le grand conseil se détache du reste du conseil et siège pour s'occuper des affaires judiciaires que le roi souhaite soustraire de la juridiction des parlements.
À partir d'Henri II, le conseil commence à se réglementer et se divise en plusieurs formations spécialisées. Le conseil des affaires est un groupe restreint de conseillers intimes du roi qui gèrent les affaires importantes et secrètes de l'État. Le roi y appelle les personnes qu'il souhaite en fonction des circonstances politiques. Ce conseil secret n'a pas d'existence officielle et dépend seulement de la volonté royale. Avec Louis XIII, il s'organise, devient officiel et prend le nom de conseil d'en haut. C'est à ce moment qu'il devient l'organe suprême pour les décisions sur la politique étrangère, la guerre, l'intérieur et les plus importantes affaires financières. Sa composition devient de plus en plus fixe et certains y siègent de droit comme le premier ministre, le chancelier, le surintendant des finances ou encore le secrétaire d'État des affaires étrangères. Les autres membres sont nommés par le roi. À la même période, le conseil des dépêches s'en détache pour s'occuper des affaires intérieures. Le conseil pour les finances est institué en 1563, il existe de façon intermittente en fonction des réorganisations des institutions financières. En plus des affaires financières, il est le dernier ressort qui traite les affaires générales (il est supérieur hiérarchiquement au conseil d'en haut). Le conseil privé (ou conseil des parties) est le conseil qui siège comme cour suprême de justice pour les procès des particuliers.

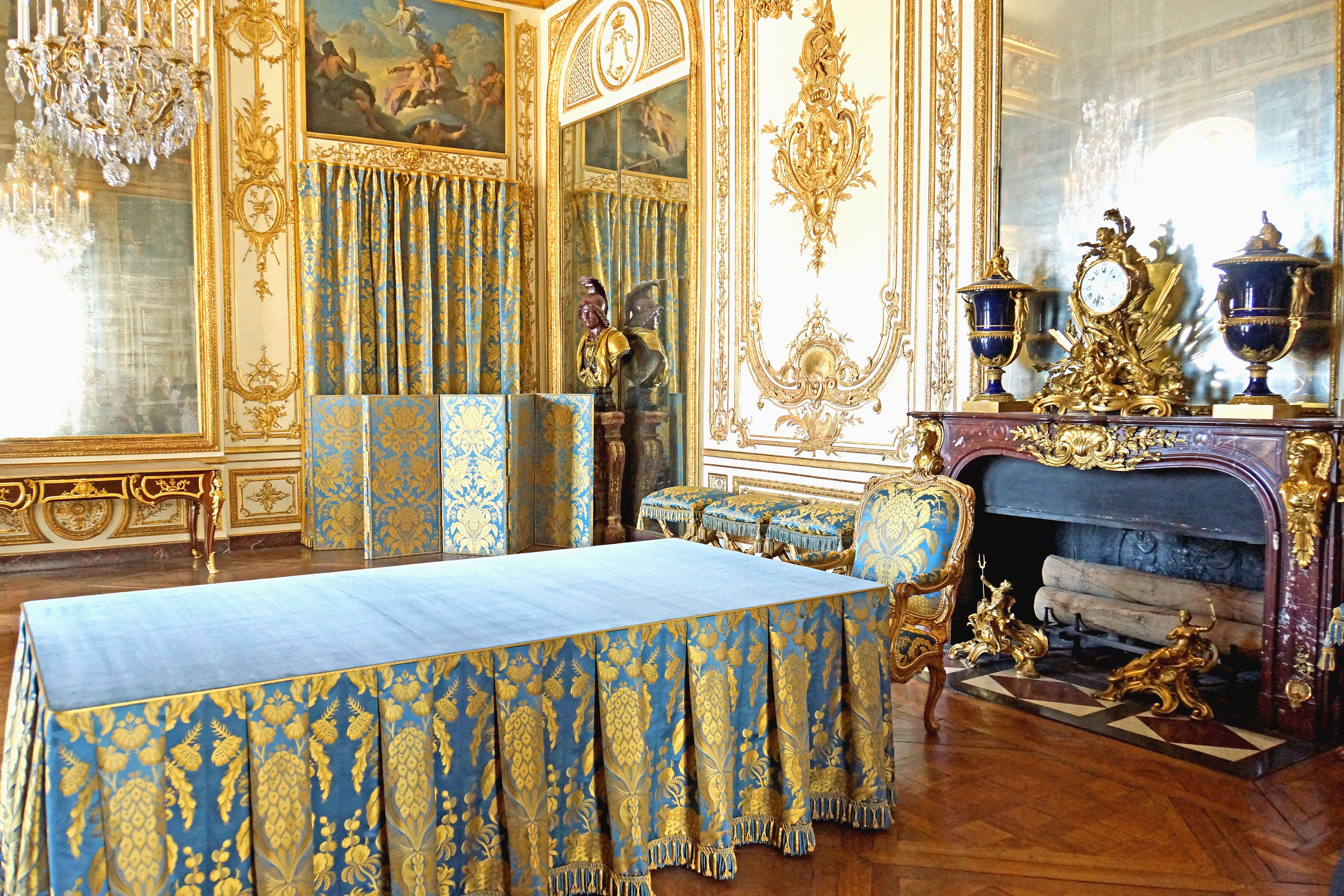
Le cabinet du Conseil à Versailles où se réunissent les conseils.

Sous Louis XIV, deux sortes de conseils se distinguent et demeurent jusqu'en 1791 : les conseils de gouvernement et les conseils de justice et d'administration. Le conseil d'en haut est un conseil très restreint (de trois à sept membres), qui ne comprend que des personnes nommées par le roi et aucune de droit. Si le conseil est compétent pour statuer sur tous les sujets politiques, ses compétences se restreignent petit à petit à la politique étrangère et militaire. Le conseil des dépêches s'occupe des affaires intérieures du royaume, en lisant et en répondant aux dépêches venant des provinces, mais aussi en examinant les contentieux politiques. Les principaux membres du gouvernement y siègent. Le conseil royal des finances assiste le roi dans l'exercice de sa fonction d'ordonnateur et détermine la politique économique de l'État. Le conseil royal de commerce a une existence épisodique et gère la politique commerciale et économique. Lors de situations bien particulières, des conseils spécialisés sont créés pour traiter des dossiers liés à l'actualité, comme le Conseil de santé pour gérer la peste de Marseille. Le 9 août 1789, ils sont fusionnés en un conseil unique qui prend le nom de conseil d'état.
Les conseils de justice et d'administration comprennent le conseil privé qui est toujours la cour suprême de justice, mais est réformé entre 1673 et 1738. Il comprend de nombreuses personnes (jusqu'à cinquante) et son action prend trois formes différentes : l'évocation, qui est une intervention dans un procès en cours d'une juridiction supérieure ou différente ; la cassation, qui permet de ne pas juger l'affaire, mais vérifier si la loi a été bien appliquée ; et le règlement de juges qui est un arbitrage dans un conflit entre deux cours supérieures. Le conseil d'État et des finances disparaît à la fin du XVIIe siècle, divisé en deux commissions : la grande et petite direction des finances qui ont comme mission de juger les contentieux en matière financière.
|                                    | Conseil d'En haut           | Conseil des dépêches | Conseil royal des finances | Conseil royal de commerce | Conseil privé  | Conseil d'État et des finances | Grande direction | Petite direction      |
| ---------------------------------- | --------------------------- | -------------------- | -------------------------- | ------------------------- | -------------- | ------------------------------ | ---------------- | --------------------- |
| Présidents                         | Roi                         | Roi                  | Roi                        | Roi                       | Chancelier     | Chancelier                     | Chancelier       | Chef du Conseil royal |
| Premier ministre                   | Siège                       | Siège                | Siège                      | Siège                     | Non            | Non                            | Non              | Non                   |
| Ministres d'État                   | Tous                        | Tous                 | Certains                   | Certains                  | Non            | Non                            | Non              | Non                   |
| Chancelier                         | S'il est ministre d'État    | Siège                | Siège                      | Siège                     | Siège          | Siège                          | Siège            | Non                   |
| Secrétaires d'État                 | S'ils sont ministres d'État | Tous                 | Certains                   | Certains                  | Exceptionnelle | Exceptionnelle                 | Non              | Non                   |
| Contrôleur général des finances    | S'il est ministre d'État    | Siège                | Siège                      | Siège                     | Exceptionnelle | Siège                          | Siège            | Siège                 |
| Chef du Conseil royal des finances | S'il est ministre d'État    | Siège                | Siège                      | Non                       | Non            | Non                            | Siège            | Siège                 |
| Intendants des finances            | Non                         | Non                  | de 1 à 4                   | de 1 à 3                  | Tous           | Tous                           | Tous             | Tous                  |
| Conseillers d'État                 | Non                         | de 1 à 3             | 1 ou 2                     | 1 ou 2                    | Tous           | Tous                           | Certains         | Certains              |
| Maîtres des requêtes               | Non                         | Non                  | Non                        | Non                       | Tous           | Tous                           | Certains         | Certains              |

#### Grands officiers

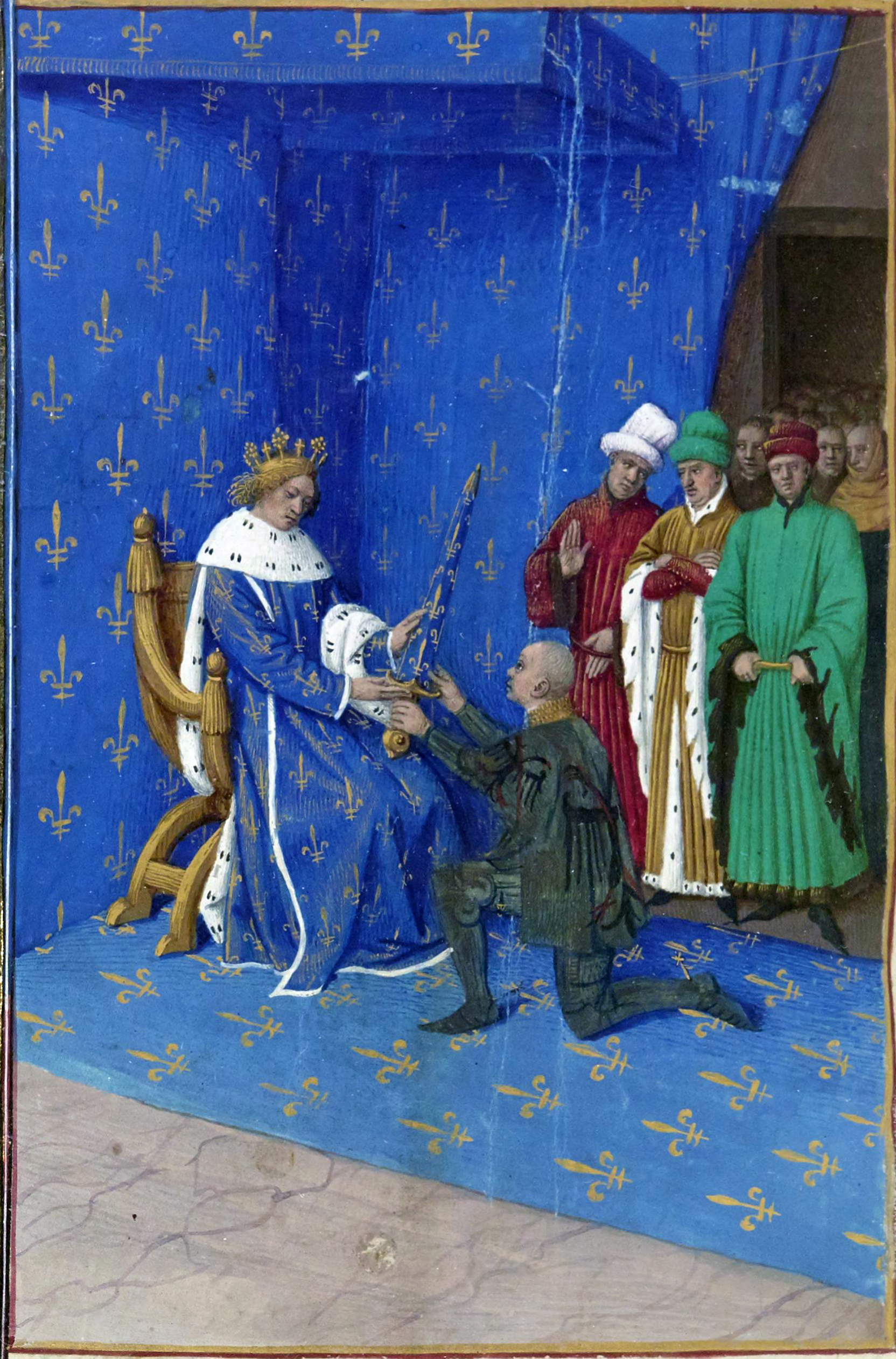
Remise de l'épée de connétable à Bertrand Du Guesclin par Charles. Jean Fouquet, Grandes Chroniques de France.

Au Moyen Âge, les grands officiers remplissent des tâches domestiques, ce qui leur donne un rôle très important dans le gouvernement du royaume. Les charges sont souvent héréditaires et donnent d'importants revenus. C'est à partir de Philippe Ier que chaque attribution se précise. Le sénéchal, qui existe depuis les Carolingiens, est le premier des grands officiers. Il dirige la maison du Roi, mais supervise aussi l'administration, les agents du roi, commande l'armée et rend la justice royale. Son pouvoir excessif fait que le roi préfère confier cette charge à des seigneurs fidèles et souvent loin du palais, avant de la supprimer en 1191. Le bouteiller gère la cave du roi, mais aussi les vignobles du domaine royal et le commerce du vin en général. Par la suite, il s'occupe de différentes tâches financières comme la coprésidence de la chambre des comptes, voire des missions politiques. L'office est supprimé en 1449. Le chambrier est responsable de la chambre du roi, mais aussi tout ce qui concerne l'entretien du palais, des effets du roi et du trésor royal. Le connétable, dont la charge est créée sous les Carolingiens, s'occupe des écuries royales avant de récupérer les attributions militaires du sénéchal. Avec la guerre de Cent Ans, il devient le chef militaire du royaume et toute la noblesse est placée sous son commandement. Le chancelier est le rédacteur et l'expéditeur des actes royaux depuis l'époque franque.
La hiérarchie des grands officiers est établie sous Henri III. Le connétable est le premier d'entre eux, mais sa position très avantageuse fait que la charge est souvent vacante, avant d'être supprimée en 1627. Il s'occupe de l'administration et du financement de l'armée, mais est aussi considéré comme son chef militaire. Il est ensuite remplacé par le chancelier comme premier des grands officiers (deuxième auparavant), le grand maître qui s'occupe du service intérieur de la maison du roi, le grand chambellan qui administre la chambre du roi, l'amiral qui est le chef de la marine royale. Les maréchaux sont les chefs de l'armée sous l'autorité du connétable. Ils sont à la tête de la compagnie des prévôts des maréchaux qui exerce la justice militaire et le maintien de l'ordre dans les campagnes. Ils tiennent le tribunal du point d'honneur qui règle les conflits entre gentilshommes pour éviter le duel. Le grand écuyer est le chef de l'écurie royale. À partir du XVIIe siècle, la majorité des offices de grands officiers deviennent des charges de cour purement honorifiques. Seul le chancelier et les charges militaires restent des charges gouvernementales.

#### Chancellerie

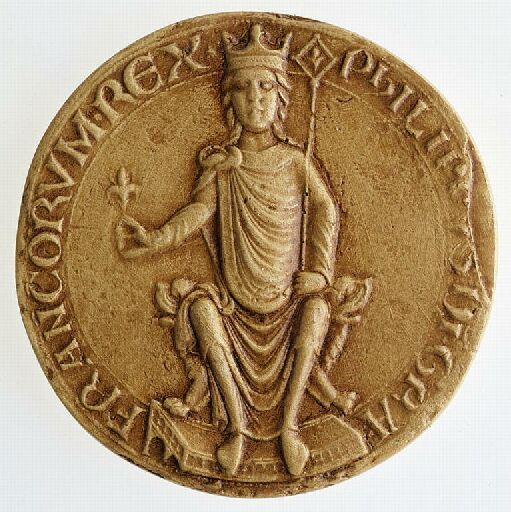
Sceau de Philippe II Auguste, Archives nationales.

Le chancelier est un des grands officiers du royaume. Il est le chef de la chancellerie qui a pour mission de rédiger les actes royaux généraux, législatifs ou spéciaux. Son rôle évolue avec la centralisation qui s'accentue à la fin du Moyen Âge et devient même la tête du gouvernement puisqu'il supplée le roi durant son absence, prend la parole en son nom lors d'occasions telles lors des États généraux et préside le parlement. Avec la hiérarchisation des grands officiers sous Henri III, le chancelier est le deuxième en dignité, puis le premier après la suppression de la charge de connétable en 1627. Il a plusieurs attributions ; le contrôle et le scellage des actes royaux lors de cérémonie de l'audience du sceau. Il doit aussi vérifier si les décisions royales sont conformes à la justice et aux intérêts du royaume, dans le cas contraire il peut refuser le scellage ; il est le premier magistrat du royaume et le porte-parole du roi lors des cours souveraines ; il est le chef du Conseil qu'il préside lors de l'absence du souverain. Ses compétences politiques déclinent au gré des réformes. En 1661, il est écarté du Conseil d'En Haut et perd le statut de ministre d'État ; il s'occupe de la vie intellectuelle du royaume : à partir de 1566, il contrôle la librairie, ce qui lui permet théoriquement de contrôler et de censurer tous les livres qui paraissent.
Au XVIIIe siècle, se met en place un Conseil de chancellerie pour conseiller et faire appliquer les décisions du chancelier. Il est compétent sur le fonctionnement de la chancellerie, de l'administration de la justice et de la librairie. Il a le statut de tribunal administratif qui juge les contestations sur la réglementation sur les livres. Lorsque le chancelier est en disgrâce ou empêché d'exercer ses fonctions, le roi lui retire les sceaux et les confie à un garde des sceaux qui devient un grand officier de la couronne. À certains moments, le garde des sceaux est nommé alors que le chancelier est en fonction, les deux hommes se partagent alors les attributions du chancelier.
La Grande et la Petite Chancellerie dépendent directement du chancelier. Les secrétaires du roi travaillent à la Grande Chancellerie, ils ont le monopole de la rédaction et de l'expédition des actes royaux. Une dizaine au XIIIe siècle, leur nombre va atteindre jusqu'à 350 en 1694, bien au-dessus de ce qu'exige le fonctionnement de la chancellerie. La charge est transmissible et le moyen le plus simple d'acquérir la noblesse, ce qui fait que la plupart des secrétaires ne remplissaient pas leurs tâches. Parmi les autres officiers de la Grande chancellerie, on trouve le grand audiencier qui est l'ordonnateur de l'audience du sceau et compte les droits perçus sur le scellage des lettres, le contrôleur général qui hérite des attributions financières du grand audiencier, le garde des rôles des offices de France, qui tient à jour la liste des offices disponible, le chauffe-cire qui procède à l'opération de scellage. Au XVe siècle, les Petites Chancelleries sont créées en Province pour rapprocher les administrés du service des sceaux. Les lettres qu'elles délivrent ne s'appliquent que dans la juridiction où est établie la Petite Chancellerie. Les effectifs sont plus réduits que ceux de la Grande Chancellerie, mais les charges sont les mêmes.

#### Secrétaires d'État
La fonction de secrétaire d'État apparaît au XVIe siècle d'abord au sein de la chancellerie, avant de s'en détacher pour devenir pleinement autonome. Les secrétaires d'État ont pour origine les notaires du roi, chargés de mettre en forme les actes personnels du souverain. Leurs attributions évoluent dans le temps et certains récupèrent des tâches politiques et diplomatiques importantes. En 1547, les quatre secrétaires sont répartis avec pour chacun des pays étrangers et provinces du royaume où il est chargé d'expédier les affaires de l'État, puis plus tard certains départements comme la guerre où la religion. Ils deviennent alors les exécuteurs de la volonté royale et les chefs de l'administration centrale de l'État. Ils deviennent si puissants que le souverain prend une série de mesures pour définir leurs pouvoirs qui vont varier jusqu'en 1791.

#### Fonction publique
Pour gouverner le royaume, le roi doit s'appuyer sur de nombreux agents qui possèdent différents statuts. Ils se répartissent en trois grandes catégories : les officiers, les commissaires et les fonctionnaires. Les officiers ne sont pas qu'au service de l'administration royale, il existe des officiers seigneuriaux, municipaux ou encore provinciaux. Deux types d'offices se distinguent : les offices casuels qui reviennent au roi à la mort du titulaire (ou pour non-exercice de son office) et les offices domaniaux qui sont vénaux et héréditaires. Le titulaire peut payer une personne pour exercer les tâches de l'office à sa place, ainsi qu'en faire commerce en le vendant à un tiers. La vénalité se met en place dès le XIIe siècle et devient officiel à la fin du XVe siècle. Les officiers sont un avantage pour la monarchie, car leurs ventes (même si théoriquement l'office est un don du roi) permet de remplir les caisses, mais aussi un désavantage puisque le roi ne peut pas choisir ses officiers au risque d'avoir une personne incompétente qui occupe un poste.
Les commissaires sont créés pour que le roi ait à sa disposition des agents révocables, dont les pouvoirs sont limités par les tâches que leur confère la lettre de commission que reçoit chacun d'entre eux. Si le terme de fonctionnaire n'apparaît que dans les années 1770, il recouvre alors une catégorie d'agents plus anciens : les ingénieurs du roi, les commis (des employés en écritures qui travaillent dans les ministères, les intendances et la Ferme générale) et les inspecteurs (qui ont pour mission de veiller au bon fonctionnement des institutions économiques de l'État). Les fonctionnaires sont révocables et rémunérés en fonction d'un grade, ainsi que par leur ancienneté. Ce mode de rémunération préfigure le statut de la fonction publique moderne.

### Justice

Carte des parlements en 1789.

Dans le royaume de France, le droit n’est pas unifié et, à la veille de la Révolution, pas moins de 18 juridictions, en général appelées parlements, rendent le droit en dernier ressort. Certaines sont nées de la confirmation de juridictions préexistantes, tel l’Échiquier de Normandie à Rouen, d’autres sont créées pour rapprocher l’administration judiciaire des justiciables, tel le Parlement de Toulouse.
Alors qu’en Angleterre les charges publiques reposent essentiellement sur le bénévolat, en Espagne et en France elles sont vénales. Les rois de France n’ont pas hésité à mettre en vente les fonctions de magistrats, contrairement aux Habsbourg d’Espagne qui ont eu la prudence de ne pas les vendre pour garder le contrôle de la justice rendue en leur nom. Dans le royaume de France, la vénalité puis l’hérédité des fonctions judiciaires assurent la formation d’un corps autonome prompt à s’exprimer voire à revendiquer.
Les Parlements enregistrent les lois et usent à cette occasion d'un droit de remontrance si celles-ci ne leur paraissent pas conformes aux lois fondamentales du royaume : les rois de France peuvent recourir à l’enregistrement forcé par un lit de justice. Maté par Louis XIV, le Parlement de Paris casse les dispositions testamentaires du roi en échange du rétablissement de son droit de remontrance. Sous Louis XV et louis XVI, les parlements se font l’écho des valeurs de la Philosophie des lumières, revendiquant un système politique dans lequel la tendance à l’absolutisme royal est contrebalancée par d’autres pouvoirs dont le pouvoir judiciaire qu’ils incarnent.

#### Justice royale
La fonction la plus importante du roi est de rendre la justice à ses sujets. Cette tâche lui vient du sacre lors duquel il est admis que la justice est alors déléguée par Dieu aux monarques. Le roi ne peut pas exercer personnellement la justice ; il doit donc la déléguer à un personnel qualifié. La justice est considérée comme déléguée lorsqu'elle est exercée par des magistrats au nom du roi et retenue lorsque le roi et son conseil interviennent directement dans une affaire. La justice royale déléguée comprend les juridictions de droit commun et les juridictions d'exception. Les premières forment une hiérarchie pyramidale comprenant quatre degrés. En bas, les prévôtés, vicomtés et châtellenies datent du XIe siècle, viennent ensuite les bailliages et sénéchaussées qui apparaissent au XIIe siècle, puis les présidiaux créés en 1552 et enfin les parlements et conseils souverains. Le conseil du roi, cour suprême de justice est tout en haut de l'édifice. Les juridictions d'exception sont habilitées à juger certaines catégories d'affaires ou de personnes. Des tribunaux supérieurs peuvent intervenir dans une affaire en cours devant un tribunal inférieur et s'en saisir par une procédure d'évocation.

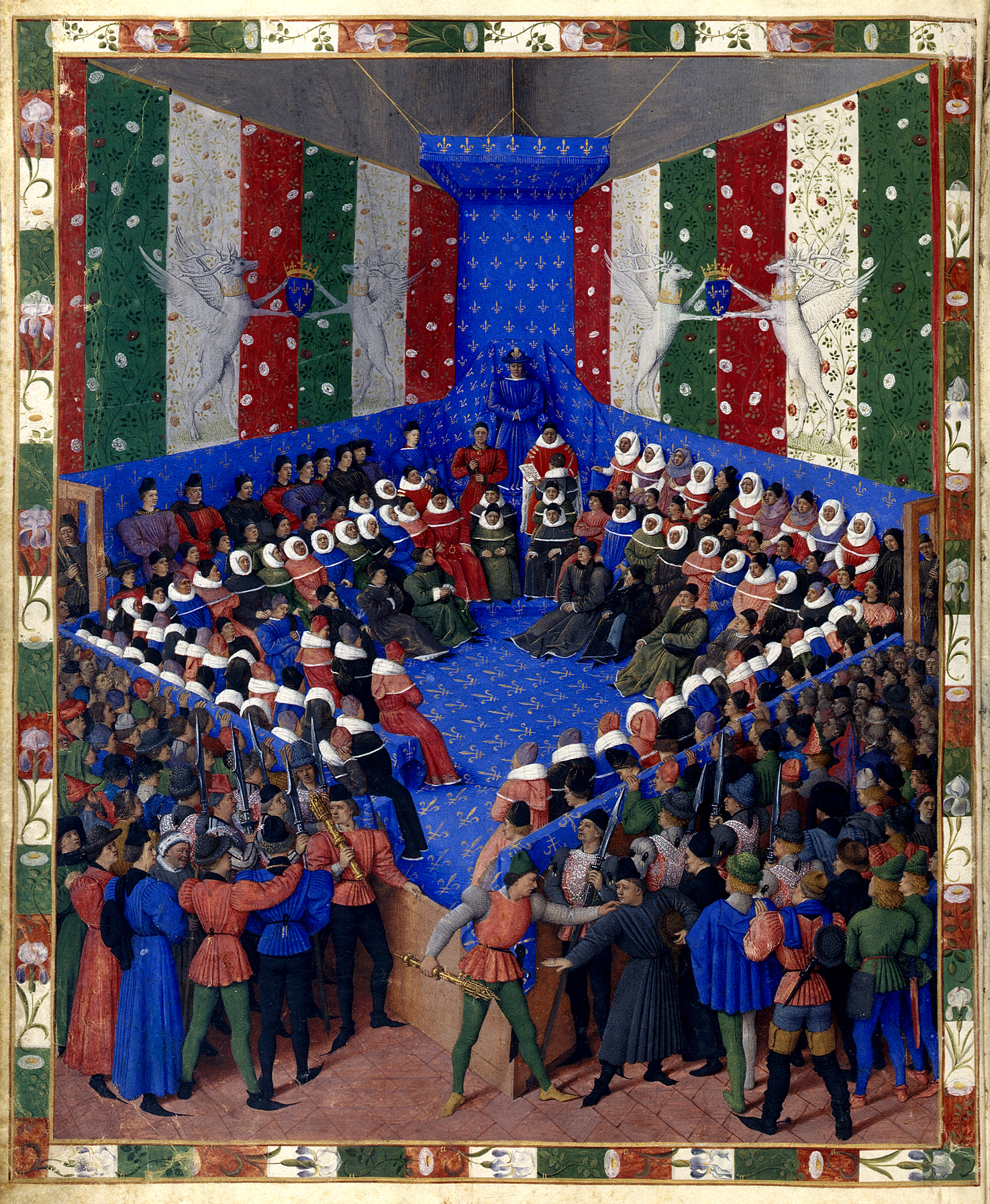
Lit de justice du roi Charles VII réuni à Vendôme en 1458, Jean Fouquet, Boccace de Munich.

La prévôté (appelée aussi : châtellenie, vicomté, viguerie, bailie ou jugerie selon les provinces) est la plus petite et la plus ancienne des juridictions royales locales. Elle reçoit principalement les affaires civiles et criminelles des roturiers en première instance. Jusqu'à la fin du Moyen Âge, son personnel est composé d'un juge et d'un greffier, puis s'accroît et se spécialise avec des lieutenants, conseillers et procureurs du roi. Le bailliage et sénéchaussée est créé par les ducs de Normandie et repris par les rois de France à la fin du XIIe siècle avec pour mission principale de contrôler le travail des prévôts. Au fil des siècles, ils perdent leurs compétences administratives et militaires, pour ne garder que leurs pouvoirs judiciaires. Ils jugent en appel les affaires des tribunaux royaux inférieurs, seigneuriaux et municipaux. En première instance, ils jugent les affaires concernant les nobles et le roi. Sous l'Ancien Régime, le bailli ne réside pas dans sa circonscription et laisse des magistrats exercer ses attributions.
Le présidial est créé en 1552 pour rapprocher la justice des justiciables. Il peut juger les délits et crimes des gens de guerre, ainsi que des affaires civiles en première ou dernière instance en fonction des sommes en jeu. L'institution décline au fil des années, victime de l'hostilité des parlements. La composition des tribunaux varie et neuf juges sont nécessaires pour rendre une sentence. Le présidial de Paris, le Châtelet, occupe une place spéciale dans l'organisation judiciaire puisque son chef est le roi, représenté par le garde de la prévôté de Paris et que sa compétence s'étend à l'ensemble du royaume pour certaines affaires. C'est aussi un tribunal d'exception qui donne le droit à certaines communautés religieuses et à l'université de Paris de n'être jugées qu'au Châtelet.
Le parlement et les conseils souverains sont créés entre le XIIIe siècle et le XVIIIe siècle par, selon les provinces, démembrement d'un ressort existant, transformation d'une cour seigneuriale ou simple création. Ils ont des attributions judiciaires de dernière instance, ils sont cour d'appel pour l'ensemble des juridictions inférieures de droit commun, ainsi que les juridictions seigneuriales, municipales, spécialisées et certaines affaires ecclésiastiques. Ils jugent aussi des affaires d'exception comme celle touchant la couronne. Le parlement de Paris a des compétences spécialisées comme celle de juger les princes et pairs de France. Un parlement est composé de plusieurs chambres permanentes et temporaires ; la Grand-Chambre, est la plus importante, le roi y tient lit de justice et les décisions les plus importantes y sont prises ; la chambre des requêtes a pour mission de recevoir les particuliers et de les envoyer devant la juridiction compétente, puis à l'époque moderne de juger en première instance ; la chambre des enquêtes instruit les affaires pour le compte de la Grand-Chambre. Un parlement est dirigé par le premier président, puis chaque chambre a son propre président. Le gros de l'effectif est composé des conseillers qui ont voix délibérative, des magistrats et auxiliaires de justice.

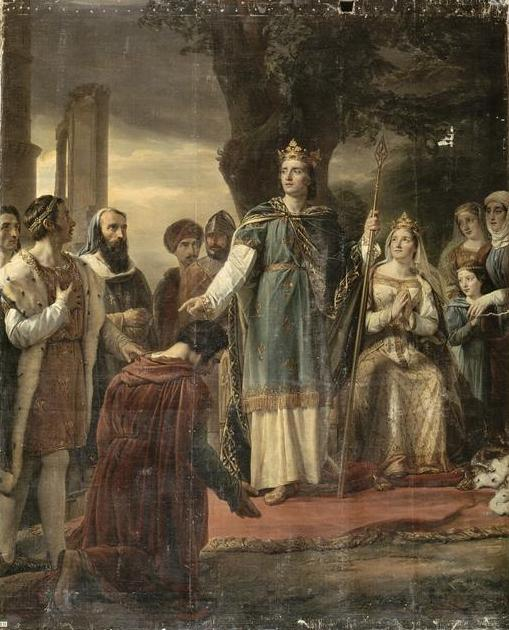
Saint Louis rendant la justice sous le chêne de Vincennes, Peinture par Georges Rouget, 1826, Musée de l'Histoire de France (Versailles).

La justice retenue est exercée par le roi en personne. Elle devient très rare sous l'Ancien Régime et s'exerce de différentes manières. Le lit de justice est une séance solennelle du parlement en présence du roi. Le pouvoir de délégation des magistrats est alors suspendu et le parlement devient un simple organe de conseil. Le roi exerce aussi la justice à l'aide des lettres de cachet. Il s'agit de priver des personnes de liberté pour empêcher la justice ordinaire de tenir son rôle. Elles sont utilisées pour empêcher des procès qui nuiraient aux intérêts du royaume ou de la famille royale. Elles doivent être vérifiées par le lieutenant-général de police pour valider le bien-fondé et éviter les abus de pouvoir. Le roi dispose aussi du droit de grâce qui lui permet d'annuler une peine.

#### Justice seigneuriale
À côté de la justice royale, il existe des dizaines de milliers de tribunaux seigneuriaux chacun avec des compétences diverses, mais aussi des tribunaux municipaux dont les compétences sont réduites à partir du XVIe siècle. À la fin du Moyen Âge, les juristes développent la théorie selon laquelle le roi étant le seigneur des seigneurs, ceux-ci rendraient alors la justice en son nom. L'État royal réduit au fil des siècles les compétences de la justice non royale en théorisant la notion de « cas royal » qui réserve au roi les affaires considérées comme importantes ou engageant sa souveraineté. De plus, elles sont limitées, puisqu'il est possible de faire appel d'une décision d'un tribunal non royal auprès d'un tribunal royal.
Avec la dislocation de l'État royal vers le Xe siècle, les seigneurs récupèrent une partie du pouvoir judiciaire. Selon les régions, le seigneur exerce la basse (notamment la justice foncière) ou la haute justice (justice de sang qui permet notamment de prononcer la peine de mort). Le fonctionnement des tribunaux seigneuriaux n'obéit à aucune règle, seulement à la volonté du seigneur. La majorité des coutumes reconnaissent que la cour doit être composée de quatre vassaux au minimum. Il faut attendre la fin du Moyen Âge pour que les cours seigneuriales se professionnalisent. À partir du XIIe siècle, une lutte commence avec le pouvoir royal, pour contrôler et abaisser la puissance de cette justice, avec l'introduction de trois recours : l'appel, la prévention et les cas réservés au roi. La justice seigneuriale fonctionne encore à la veille de la Révolution, mais les jugements importants doivent être confirmés par un parlement et elle règle surtout les conflits de proximité.

#### Justice ecclésiastique
La justice ecclésiastique a pour mission de juger les affaires internes de l'Église et les fidèles en matière de foi et de morale. Un processus est entamé pour un contrôle royal des tribunaux d'Église, notamment avec la notion d'abus au XVe siècle qui permet de faire appel devant les tribunaux royaux si un juge d'Église dépasse les bornes de sa compétence. Cet ordre judiciaire est aboli en août 1790.
La juridiction principale est celle des évêques dans le cadre de leur diocèse. Accaparés par leurs nombreuses tâches, ils délèguent dès le XIIe siècle leurs fonctions judiciaires à un juge appelé l'official qui est aidé par une administration. Des juridictions d'exception, appelées Inquisitions, sont mises en place entre le XIIe et le XIVe siècle pour juger les hérétiques selon une procédure spéciale. À partir du XIIIe siècle, le pouvoir royal s'emploie à réduire les compétences de la justice d'Église dans de nombreux domaines qui relèvent aussi bien de la foi que du maintien de l'ordre. La royauté introduit les concepts des cas privilégiés et d'abus. La Pragmatique Sanction de Bourges, promulguée en 1438, permet au roi de contrôler la justice ecclésiastique.

#### Justice municipale

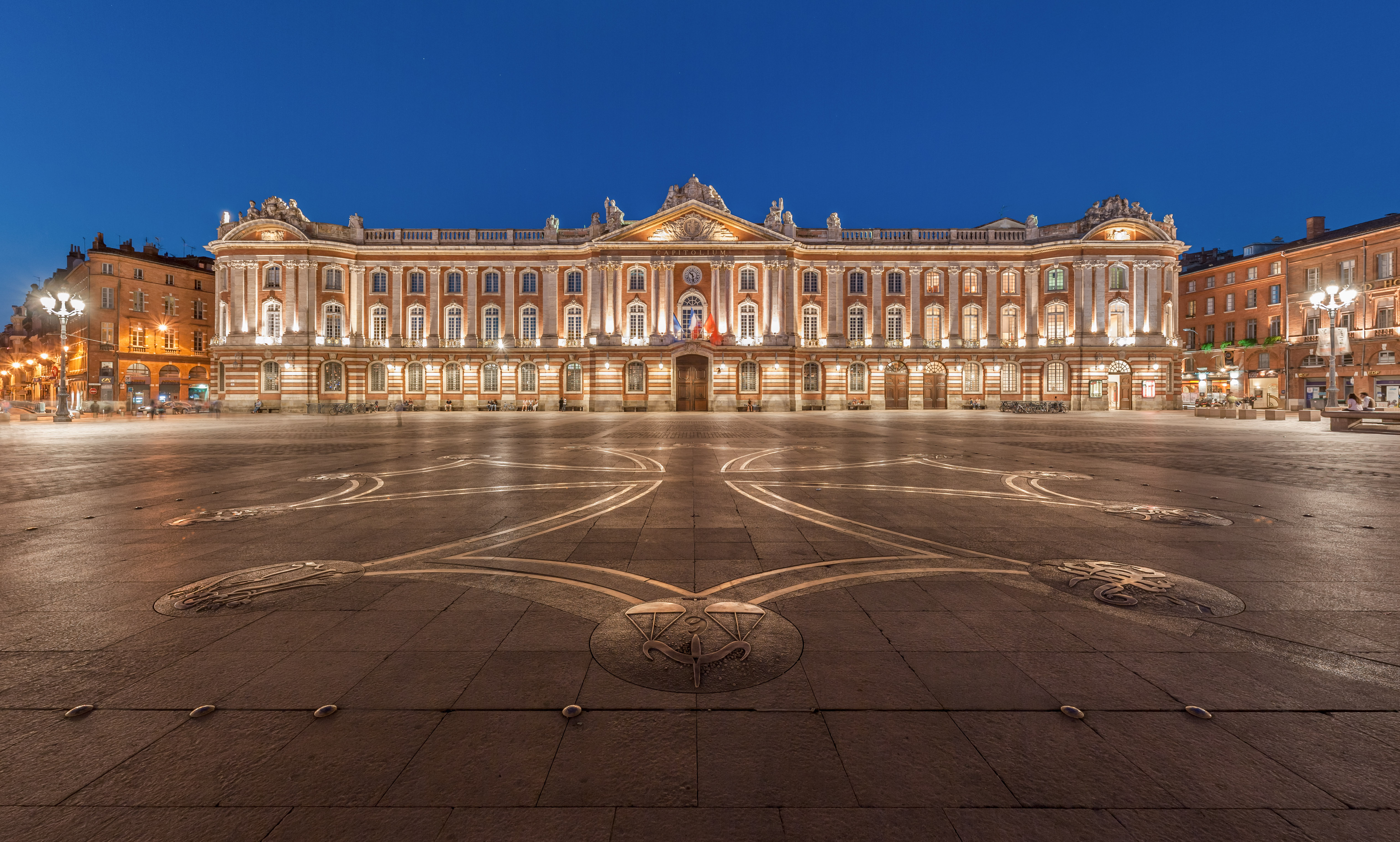
Le Capitole, siège du pouvoir municipal de Toulouse.

La justice municipale s'étend à l'ensemble des habitants d'une ville. Leur compétence varie d'une commune à l'autre et rares sont celles qui ont pleine justice, elles sont le plus souvent partagées avec le seigneur. Les institutions et le droit appliqué varient selon les régions et les chartes délivrées. La justice peut être rendue par un agent du seigneur, un tribunal de police composé des habitants, les maires ou encore les échevins. La justice municipale décline à partir du XVIe siècle, sous l'effet des mesures législatives du pouvoir royal et des dispositions particulières appliquées aux villes rebelles. Au XVIIIe siècle, la majorité des villes ne conservent plus que les attributions de police, hormis certaines villes très fidèles à la couronne comme Toulouse.

#### Personnel judiciaire
Le personnel judiciaire se fixe au cours du XVIe siècle. Il est divisé en deux catégories d'officiers : les magistrats et les auxiliaires de justice. Les magistrats du siège sont ceux qui jugent les affaires, ils sont divisés en trois catégories : les magistrats principaux qui dirigent le tribunal (appelés président dans les cours souveraines et présidiaux et lieutenant dans les juridictions inférieures) ; les conseillers qui étudient et jugent les procès ; et les magistrats spécialisés qui occupent des fonctions particulières. Le parquet, dont les origines remontent au XIIIe siècle, est chargé de défendre les intérêts du roi et de la société pour assurer le bien commun. Il est composé du procureur du roi qui dirige le parquet dans la juridiction et des avocats du roi qui portent la parole du roi dans les procès. Les magistrats sont aidés dans leurs tâches par des auxiliaires de justice : les greffiers qui consignent par écrit les décisions du tribunal ; les huissiers et sergents qui assurent le déroulement de l'audience et signifient les sentences ; les procureurs qui rédigent et suivent la procédure ; les comptables qui encaissent les frais de justice et le produit des amendes.

### Finances
Les ressources des rois de France se limitent pendant longtemps aux revenus du domaine royal : le financement de l’action politique du roi à l’échelle du royaume est donc pendant un premier temps difficile. Ainsi Philippe le Bel a recours à des solutions de fortune : sollicitations de l’Église, saisies de biens (des juifs, de l’ordre des templiers, ou encore des Lombards), manipulations du cours de la monnaie… C’est la guerre de Cent Ans qui donne l’occasion d’instaurer l’impôt permanent : le fouage de Charles V puis la taille de Charles VII.
Sous les Valois-Angoulême de 1515 à 1589, le développement de la vie de cour et les guerres amènent les finances publiques au bord de la faillite et Sully ne rétablit la situation qu’au moyen de mesures draconiennes. Le budget royal et les impositions connaissent une nouvelle phase de développement à l'occasion de la reprise de la guerre contre l’Espagne de 1635 à 1698. Louis XIV recourt à des expédients pour financer ses guerres et sa cour : vente de titres de noblesse et d’offices, créations de nouveaux impôts (capitation, dixième)… Le cardinal de Fleury rééquilibre à partir de 1726 les finances et a le mérite de stabiliser le cours de la monnaie jusqu’à la Révolution.
Les règnes personnels de Louis XV et Louis XVI, marqués notamment par trois guerres coûteuses et peu profitables avec la Grande-Bretagne, ont pour conséquence une nouvelle dérive des finances publiques et c’est pour résoudre cette crise que sont convoqués les États Généraux en mai 1789.

#### Système monétaire

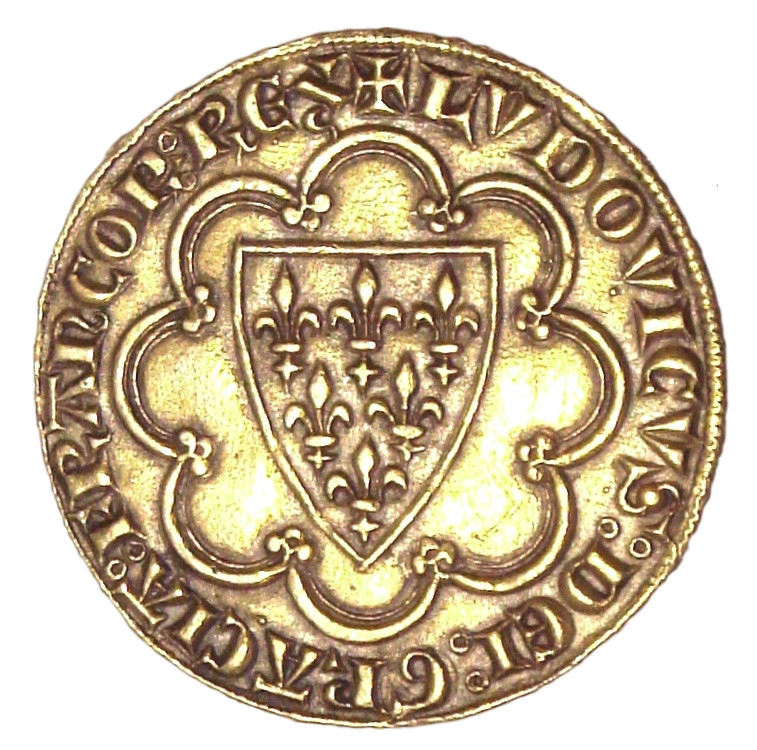
Le premier écu d'or, frappé sous Saint Louis, en 1266. Cabinet des médailles.

Depuis Charlemagne, la monnaie de compte principale est la livre, puis le sou et le denier. Il s'agit d'une monnaie abstraite qui sert à compter. Les pièces de monnaie physiques ont toutes une valeur en monnaie de compte. Au Moyen Âge, chaque seigneur (petit ou grand), évêque ou ville bat sa propre monnaie. Philippe II Auguste tente d'imposer la livre parisis qui a cours à Paris, puis s'empare des ateliers qui frappent la livre tournois qui a cours dans le centre et l'ouest du royaume. Saint Louis impose la monnaie royale à l'intérieur du domaine royal et en concurrence avec la monnaie des seigneurs en dehors du domaine. Au fil des ordonnances royales, les monnaies seigneuriales perdent de plus en plus d'influence et d'indépendance. C'est en 1347 que la frappe de monnaie devient un monopole royal, mais le roi devient en contrepartie le garant de sa valeur. Plusieurs pièces de monnaie différentes circulent jusqu'à la Révolution comme l'écu, le louis, le franc à cheval, le liard ou encore le gros tournois. Lors des différentes restaurations, la monnaie unique du royaume est le franc français que les révolutionnaires ont imposé dès 1795.
|            | Livre | Sou  | Denier |
| ---------- | ----- | ---- | ------ |
| Livre (£)  | 1     | 20   | 240    |
| Sou (S)    | 1/20  | 1    | 12     |
| Denier (d) | 1/240 | 1/12 | 1      |

#### Les finances royales au Moyen Âge
Sous les Capétiens, les finances royales sont divisées en deux systèmes de gestion : l'ordinaire et l'extraordinaire. L'ordinaire s'occupe de la gestion du domaine royal et de la monnaie royale. Les revenus du domaine sont divers, ils peuvent être fixes comme les péages ou irréguliers comme les taxes perçues sur les foires. Avant Philippe II Auguste, la perception des revenus est gérée par le prévôt. Par la suite, les baillis et sénéchaux ont la responsabilité de cette tâche, puis, après 1320 les receveurs récupèrent le monopole des recettes. Le trésor royal est placé, depuis le règne de Louis VII le Jeune, sous la responsabilité de l'ordre du Temple. Philippe Auguste leur adjoint un bureau des comptes, où siègent six bourgeois parisiens et le clerc du roi. Ensemble, ils établissent un véritable budget pour la royauté. Philippe IV le Bel retire la gestion du trésor aux chevaliers du Temple, pour la confier après 1295 à des trésoriers royaux. Ils ont pour mission de réaliser un bilan prévisionnel des dépenses et recettes pour chaque receveur. Leur compétence grandit à partir du XIVe siècle, puisqu'ils sont chargés de l'administration des ressources du domaine et mènent des contrôles à travers le royaume. À partir de 1379, l'un d'eux demeure continuellement à Paris aidé par le changeur du Trésor. Les quatre autres se voient assigner chacun une circonscription à partir du milieu du XVe siècle.
L'extraordinaire s'occupe de la gestion de l'impôt. Il est institué à partir du XIVe siècle, pour faire face aux dépenses de la royauté qui ne peuvent plus être couvertes par l'ordinaire. Avant cette date, en dehors de l'ordinaire, les souverains prélèvent des taxes auprès de l'Église pour financer les croisades. À partir de Philippe IV le Bel différentes expériences sont menées pour diversifier les formes de contribution. Les défaites lors de la guerre de Cent Ans font prendre conscience qu'une réforme des finances est nécessaire pour établir la défense du royaume. D'abord exceptionnelles et avec l'accord des assemblées d'état, les impôts deviennent permanents à partir de 1436 pour financer une armée permanente.
Les premières levées d'impôts sont confiées à des commissaires. Les états généraux de 1355 mettent en place une véritable administration gérée par neuf généraux superintendants (trois pour chaque ordre), qui eux-mêmes choisissent des représentants pour chaque circonscription avec comme mission de répartir la taille entre les paroisses. Un receveur général et particulier assure les tâches comptables. L'administration passe très rapidement sous contrôle royal qui nomme les superintendants généraux réduits à quatre qui s'occupent chacun d'une circonscription. Les agents du trésor et les superintendants généraux se retrouvent dans un conseil commun des finances.

#### Les finances royales sous l'Ancien Régime
C'est sous François Ier que l'administration financière héritée du Moyen Âge connaît d'importantes réformes. En 1523, il crée une caisse centrale appelée trésor de l'Épargne. Gérée par un comptable de haut rang, elle finance les dépenses de la cour et du gouvernement. Les pouvoirs des trésoriers et généraux des finances sont réduits et fusionnés quelque temps plus tard sous le titre de trésorier général. Le royaume est divisé en seize généralités chacune dirigées par un trésorier général. Les finances ordinaires et extraordinaires sont ensuite réunies sous la même administration, puis le nombre de trésoriers généraux est ensuite augmenté pour chaque généralité. L'administration centrale des finances est désormais dirigée par le roi assisté de son conseil, où émergent par la suite quelques spécialistes choisis par le roi, qui supervise et coordonne l'administration financière. Ainsi apparaissent les titres de contrôleur général des finances, intendants et surintendant des finances.
Les intendants des finances apparaissent en 1552 pour gérer les fonds du voyage d'Allemagne et rendre compte au conseil. Au départ au nombre de quatre, leur nombre varie selon les époques. Ils siègent en ministère qui remplace celui formé par les trésoriers de France et les généraux des finances. Parmi eux, un des membres émerge et est à l'origine du titre de surintendant des finances, mais selon les réformes, sa fonction est intermittente avec le conseil des finances, avant d'être supprimée en 1661. C'est un titre prestigieux qui donne à son possesseur la possibilité d'exercer par délégation la fonction royale d'ordonnateur des dépenses de l'État.
En 1661, Louis XIV remplace le surintendant des finances par un conseil royal des finances qu'il préside. En 1665, le roi ne garde qu'un contrôleur général des finances et supprime les autres charges. Jusqu'à la fin de l'Ancien Régime, le contrôleur général est le membre du gouvernement qui a le plus d'attributions, c'est aussi le poste qui change le plus souvent de titulaire. Le titre n'est pas toujours constant, par moments il est remplacé par un conseil ou porte un nom différent comme directeur général des finances. Il dirige l'administration financière qui comprend : la gestion du trésor royal, l'établissement du budget, la gestion des impôts, du domaine royal et de la monnaie. Il a la tutelle de la Ferme générale et contrôle l'ensemble des activités économiques. Il est aidé par l'administration centrale des finances qui comprend plusieurs départements. Le premier commis des finances gère, avec le contrôleur général, le trésor royal. Les intendants des finances dirigent les départements comme un ministère avec une large autonomie. Les intendants du commerce sont les rapporteurs et les animateurs du bureau du commerce. En 1791, le contrôle général des finances est remplacé par le ministère des contributions et revenus publics et par le ministère de l'intérieur pour ses tâches non financières.

#### Impôts

Carte des gabelles en 1789.

Le premier impôt direct qui se généralise est le fouage, qui a l'inconvénient de ne pas être précis dans ses prévisions. La taille le remplace progressivement dans le royaume et devient monopole royal en 1439 puisque les seigneurs ont interdiction de la lever. Les nobles (qui versent l'impôt du sang) et les clercs en sont exempts, mais l'Église paie la décime. Parmi les impôts indirects, la gabelle du sel tient une place à part. Elle est gérée par les grenetiers, des agents royaux qui vendent le sel. La gabelle est différente selon les pays de « petite » et « grande » gabelle et exempt dans certains autres. Les marchandises sont taxées à l'exportation, car il est considéré que cela diminue la richesse du royaume.
Pour percevoir les impôts indirects sont créées les fermes. À l'origine, chaque impôt possède plusieurs fermes distinctes qui ont des pouvoirs comme la commercialisation ou la fiscalité et qui collaborent avec les agents royaux qui possèdent les pouvoirs de justice et de police. À partir d'Henri III, l'État entame un processus pour centraliser les fermes avec les cinq Grosses fermes. Les fermiers doivent s'engager à verser une somme globale chaque année. En 1726 est créée la Ferme générale qui devient une administration qui ne relève pas juridiquement de l'État, mais qui comprend des dizaines de milliers de personnes qui ont un statut semblable aux fonctionnaires.

#### Administrations financières
Les administrations financières commencent à s'étendre dans les provinces aux environs du XVe siècle. Elles sont issues d'institutions uniques situées au début à Paris. Au sommet de la hiérarchie se trouvent plusieurs cours souveraines comme les chambres des comptes, qui ont comme mission de contrôler la comptabilité publique et la conservation du domaine royal, les cours des aides, compétentes en matière de finances extraordinaires et les cours des monnaies (émissions des monnaies et conservation des poids-étalons). En dessous, les bureaux des finances sont créés en 1577 pour faire le lien avec les cours supérieures et l'administration fiscale locale. En dessous, certains impôts possèdent leurs institutions propres et forment cet échelon local. Ils sont au nombre de trois : les élections qui relèvent les impôts d'anciennes créations que sont la taille et les aides, les greniers à sel qui perçoivent la gabelle et les traites qui représentent les droits de douane à l'entrée et à la sortie du royaume où de certaines provinces à d'autres.

### Relations extérieures
La politique étrangère du royaume de France est dans un premier temps orientée par les conflits successifs avec le royaume d'Angleterre, à partir de la rupture intervenue en 1186 entre Philippe Auguste et Henri II Plantagenêt, pour la prééminence à l'intérieur même des frontières du royaume de France. Par le traité de Picquigny en 1475, le roi d'Angleterre renonce en fait sinon en droit à ses fiefs français.
Parallèlement, les relations avec la papauté constituent un chapitre important des relations extérieures, tant dans le cadre des croisades de 1095 à 1396 avec l'ultime échec de Nicopolis, que dans celui du partage des pouvoirs temporel et spirituel. À la suite de différends sur les délimitations de l'exemption fiscale et de l'immunité judiciaire dont bénéficient les clercs, l'expédition des émissaires de Philippe le Bel à Anagni contre le pape Boniface VIII en 1303 précède l'installation jusqu'en 1376 des papes en Avignon, plus proche des rois de France.
Le partage en 1477 de l'héritage du duc de Bourgogne Charles le Téméraire amène Louis XI à commencer une période de conflits avec les Habsbourg d'Autriche qui se termine par le traité d'Aix-la-Chapelle (1748) : la France a considérablement repoussé ses frontières à l'est jusqu'au Rhin. La rivalité reprend en 1689 avec l'Angleterre, à un niveau européen puis mondial, et se conclut par le traité de Versailles (1783). La France a soldé dès 1763 avec le traité de Paris son aventure en Amérique du Nord en cédant à la Grande-Bretagne le Québec et à l'Espagne La Nouvelle-Orléans. Mais elle conserve Saint-Domingue ainsi que ses comptoirs au Sénégal, dont l'île de Gorée, qui permettent l'approvisionnement en esclaves de ses prospères plantations antillaises.

#### Diplomatie

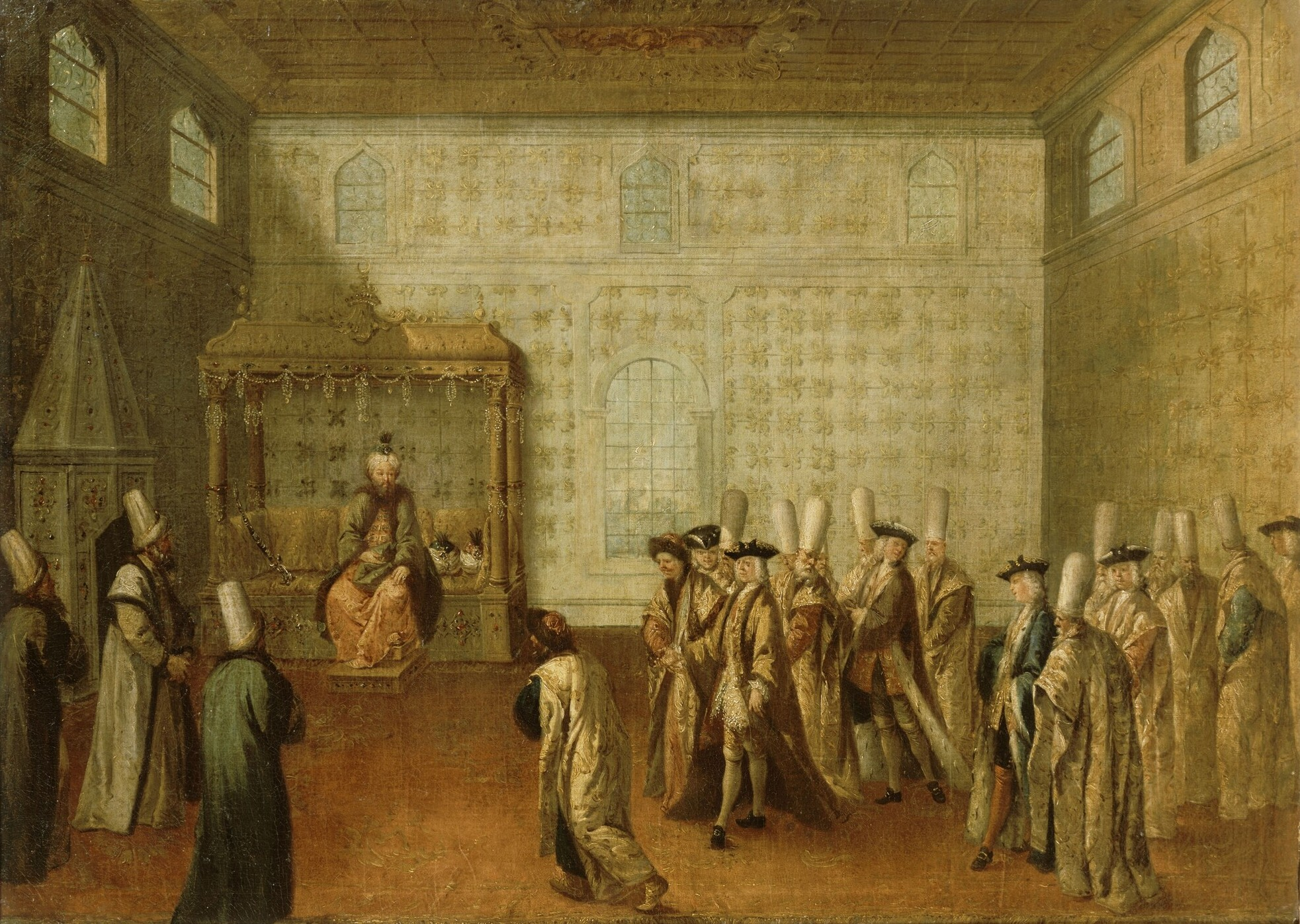
Le sultan de l'empire ottoman Ahmet III, recevant l'ambassade de Charles de Ferriol en 1699. Peinture de Jean-Baptiste van Mour, Château de Versailles.

Durant la période du Moyen Âge central et bas, le roi envoie des ambassadeurs auprès des cours étrangères, mais toujours pour une mission précise et il rentrait une fois celle-ci finie. C'est à partir du XVIe siècle, que des ambassadeurs permanents font leur apparition. Le département des affaires étrangères est créé en 1589 (supprimé de 1624 à 1626), il est responsable de la correspondance avec les chefs d'État et avec les agents diplomatiques accrédités par la France. Il a aussi comme compétence de s'occuper du commerce extérieur, en concurrence avec d'autres bureaux. Le secrétaire d'État est membre du conseil d'en haut qui délibère principalement sur la politique étrangère. Au XVIIIe siècle, les compétences sont scindées entre le département politique, les services spécialisés et les agents rattachés à aucun service.
Les bureaux du département politique sont dirigés par un premier commis ayant sous ses ordres trois à six commis. Les attributions sont, selon les époques, divisées en secteurs géographiques ou simplement en deux bureaux, un du Nord et un du Midi. Les services spécialisés apparaissent au fur et à mesure, d'abord avec le dépôt des archives, puis le bureau des fonds chargé de gestion financière, mais aussi de tâches administratives comme la délivrance de passeport, le bureau des interprètes, le bureau topographique et un bureau géographique pour conserver les cartes. Le secrétaire d'État peut faire appel à des conseils ou des experts pour résoudre des problèmes de droit international comme le service d'un jurisconsulte pour le droit germanique. Sous Louis XV, une diplomatie occulte est mise en place à côté de la diplomatie officielle.
L'ambassadeur représente la personne du roi. Lors de son départ de France, il reçoit des instructions qui définissent les lignes directrices de sa mission. Le roi n'envoie pas des ambassadeurs partout. Dans certains pays, il entretient des légations et des résidences, voire des envoyés occasionnels pour les souverains lointains. La hiérarchie est la suivante : ambassadeurs, ministre plénipotentiaire et les résidents. Tous sont secondés par des secrétaires qui peuvent s'occuper des affaires en cas d'indisponibilité de leur supérieur. Durant sa mission, l'ambassadeur entretient une correspondance avec le Secrétaire d'État pour l'informer de la situation politique, mais aussi pour conclure des traités.
| Pays                       | Statut des diplomates | Pays                          | Statut des diplomates   |
| -------------------------- | --------------------- | ----------------------------- | ----------------------- |
| Archiduché d'Autriche      | Ambassade             | Princes et villes d'Allemagne | Légations et résidences |
| Royaume d'Espagne          | Ambassade             | Royaume de Danemark           | Légations et résidences |
| Royaume de Grande-Bretagne | Ambassade             | République des Deux Nations   | Légations et résidences |
| Royaume de Naples          | Ambassade             | Diète d'Empire                | Légations et résidences |
| Empire ottoman             | Ambassade             | États-Unis                    | Légations et résidences |
| Provinces-Unies            | Ambassade             | Princes d'Italie              | Légations et résidences |
| États pontificaux          | Ambassade             | Pays-Bas autrichiens          | Légations et résidences |
| Royaume de Portugal        | Ambassade             | Royaume de Prusse             | Légations et résidences |
| Royaume de Sardaigne       | Ambassade             | Empire russe                  | Légations et résidences |
| Royaume de Suède           | Ambassade             | Perse                         | Envoyés occasionnels    |
| Suisse                     | Ambassade             | Siam                          | Envoyés occasionnels    |
| République de Venise       | Ambassade             |                               |                         |

#### Armée

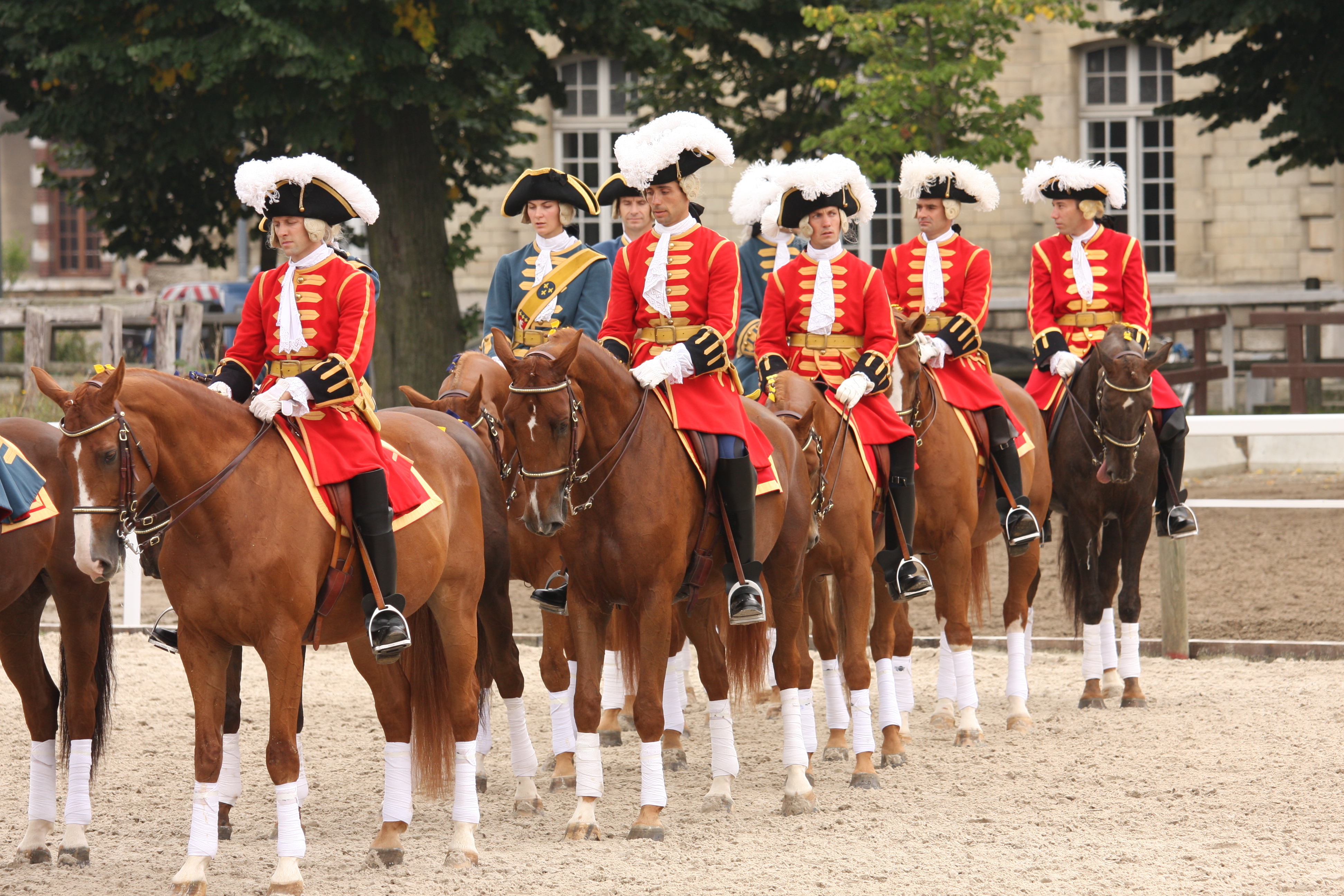
Les gendarmes de la garde de la Maison du roi (reconstitution en 2013).

Jusqu'au XIIe siècle, l'ost royal est composé de chevaliers du domaine royal et des grands officiers du palais. Elle ne devient une véritable armée qu'avec l'ajout des grands vassaux avec leurs propres troupes et des milices piétons fournies par les villes et les abbayes. Le service vassalique décline au cours du XIIIe siècle, mais en contrepartie le service militaire royal s'élargit à tous les seigneurs du royaume. La guerre de Cent Ans permet une évolution de l'armée. Les grandes compagnies sont employées, elles fournissent contre finances, les services de dizaines de professionnels de la guerre. Lors de leur démobilisation, elles n'hésitent pas à piller la population et à mettre des provinces en coupe réglée. Le connétable devient le chef des armées françaises, devant même les grands princes et officiers, mais aussi le responsable de la justice militaire. En 1445, sont créées les compagnies d'ordonnance, les premières armées permanentes du royaume. Sous la surveillance d'un capitaine, elles mènent des opérations militaires en cas de guerre et restent en garnison dans des villes pour assurer la sécurité quotidienne du royaume. Dans le même temps, une archerie, appelée franc-archer, est formée, remplacée à terme par des artilleries à poudre.
L'armée est réformée en profondeur au XVIIe siècle. L'administration civile est développée pour gérer l'armée et la hiérarchie militaire est réorganisée pour favoriser l'avancement au mérite à la petite noblesse et à la bourgeoisie. Une ébauche de conscription est mise en place avec la milice provinciale, une armée de réserve composée d'hommes tirés au sort. Le service d'ost est convoqué pour la dernière fois en 1703. Le secrétariat d'État à la Guerre est créé en 1472. Ses attributions augmentent au fil des années jusqu'à posséder l'ensemble des attributions militaires au milieu du XVIIIe siècle, surtout après la disparition de la charge connétable en 1627. L'administration centrale du département de la guerre commence à se développer en 1635. Au fil des guerres, elle s'organise et se structure en bureaux spécialisés. En 1791, le secrétariat d'État à la Guerre est remplacé par le ministère de la guerre, sans continuité avec l'ancienne administration.

#### Marine

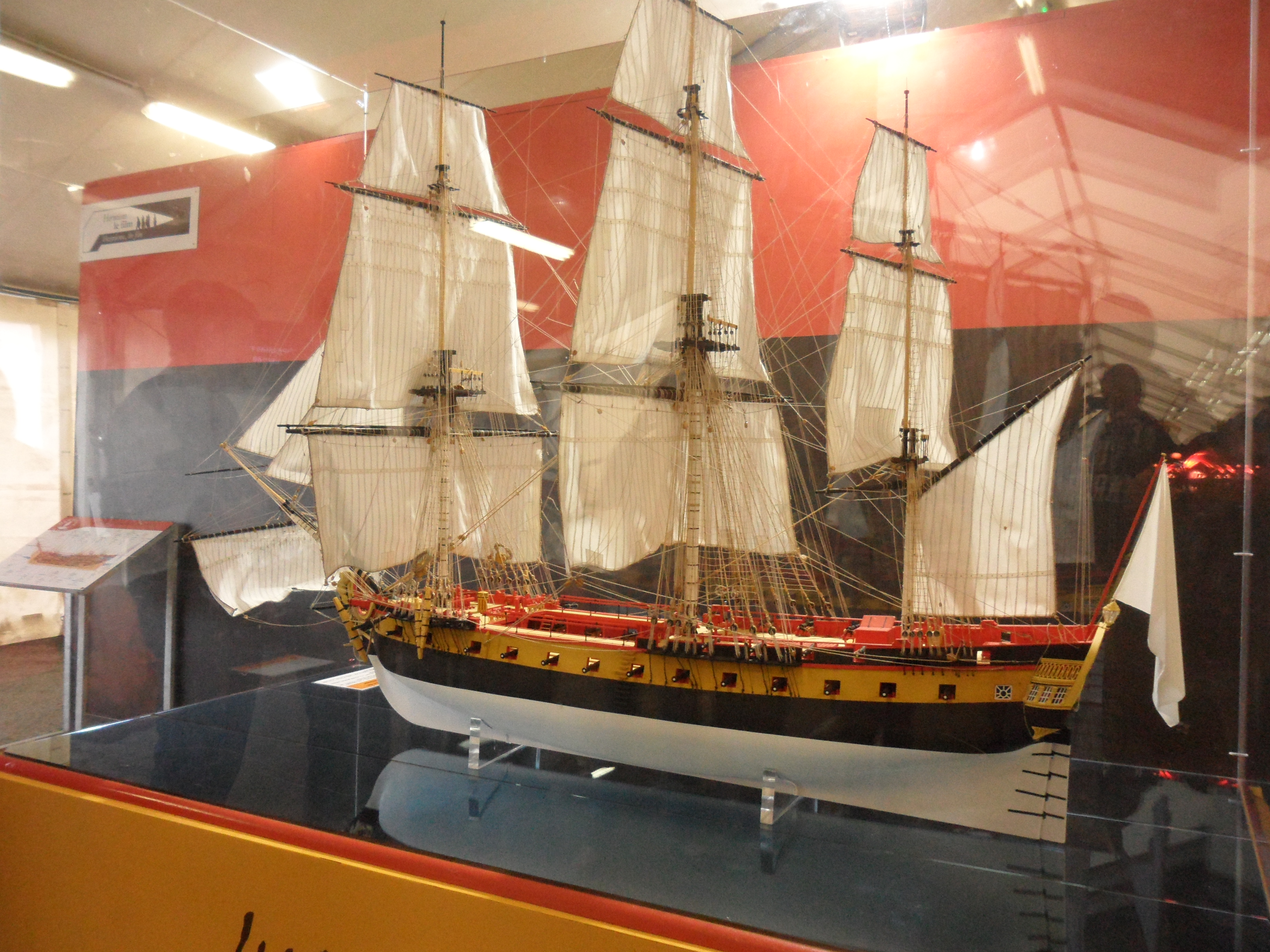
Maquette de lHermione, un navire de guerre français en service de 1779 à 1793.

La flotte française est créée lorsque les extensions territoriales du XIIIe siècle offre des débouchés maritimes au domaine royal. La première marine est composée de petits bateaux de transport sans capacité de combat avec des pirates comme capitaine. Pour les grandes campagnes en mer Méditerranée, le roi fait appel à des flottes génoises ou vénitiennes, alors que dans l'océan Atlantique et dans la Manche ils réquisitionnent des bateaux de pêche et de commerce. C'est sous Philippe IV le Bel, qu'une véritable politique de marine militaire est mise en place, avec la création d'un arsenal à Rouen pour construire de manière industrielle des navires de guerre. Au milieu du XIVe siècle, l'amiral, dont la charge est créée en 1270, se voit attribuer les mêmes pouvoirs sur la mer que le connétable sur la terre. Son autorité s'exerce aussi bien sur les navires militaires, que les navires civils comme les pêcheurs ou les commerçants. Il est aidé dans sa tâche par des lieutenants qui le représentent dans chaque grand port du royaume. Au fil des annexions, des provinces maritimes sont créées (Provence, Bretagne et Guyenne) avec à leur tête des amiraux qui entrent en conflit avec l'amiral de France, dont le pouvoir se limite désormais aux provinces maritimes de Normandie et de Picardie.
C'est sous Richelieu qu'est créée une véritable administration pour la Marine royale, en unissant et centralisant les charges liées au pouvoir maritime, avec la création du titre de grand-maître de la navigation et sa nomination à ce poste en 1626. L'année suivante, la charge d'amiral est supprimée, car dotée d'un trop grand pouvoir autonome. Jusqu'en 1635, il achète ou fait disparaître les charges concurrentes, à cette date il possède la totalité du pouvoir maritime. La charge de grand-maître de la navigation est supprimée et celle d'amiral rétablie en 1669, mais elle devient essentiellement honorifique et souvent exercée par des enfants pour ne pas gêner le secrétaire d'État de la marine qui exerce la réalité du pouvoir maritime, malgré des tensions lorsque le titulaire de la charge d'amiral devient majeur. Le secrétariat d'État de la marine est à la tête des administrations militaires et commerciales et possède le pouvoir sur les flottes, les ports et arsenaux, les consulats, les colonies, ainsi que la tutelle des compagnies de commerce.

### Aspects particuliers

#### Institutions coloniales

La Nouvelle-France, perle de l'empire colonial du royaume.

Les colonies françaises d'Amérique du Nord ne forment juridiquement qu'une seule entité, appelée Nouvelle-France. Celle-ci est divisée en cinq gouvernements : Québec, Trois-Rivières, Montréal, Louisiane et Acadie. L'administration est pratiquement organisée de la même manière que celle de la métropole. Un gouverneur général exerce l'autorité royale sur l'ensemble de la Nouvelle-France. En dessous, le pouvoir est partagé entre un gouverneur (qui possède les pouvoirs militaires) et un intendant ou un commissaire-ordonnateur (qui possède les pouvoirs de justice et de finance). En ville, ils sont représentés par un lieutenant, un major et un aide-major, alors que dans les campagnes leur autorité est relayée par des commandants et des gardes-magasins. La justice est rendue par un conseil souverain, mais les charges ne sont pas vénales contrairement à la métropole, augmentant la soumission des magistrats au pouvoir royal. Au Canada, chaque gouvernement possède un tribunal royal de première instance, laissant la basse justice aux tribunaux seigneuriaux qui finirent par disparaître au XVIIIe siècle.

#### Institutions sous la Restauration et la monarchie de Juillet

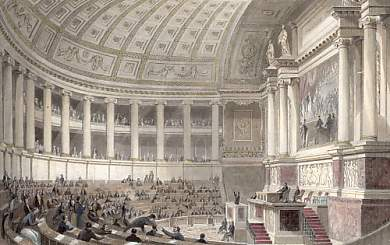
Gravure de la Chambre des députés en 1841 sous la monarchie de Juillet. D'après un dessin de Thomas Allom.

Lorsqu'il arrive sur le trône en 1814, Louis XVIII dote la France d'une Charte qui entérine une partie des acquis de la Révolution, notamment l'égalité des Français, mais réintroduit des concepts d'Ancien Régime. Néanmoins, elle ne pose pas de séparation entre les pouvoirs. Le roi dispose seul du pouvoir exécutif et d'une partie du pouvoir législatif (il est à l'initiative des lois et les promulgue). Deux chambres sont créées : la chambre des pairs dont la dignité est héréditaire et la chambre des députés élue au suffrage censitaire. Elles votent les lois (mais les amendements doivent être consentis par le roi) et peuvent émettre des vœux et des pétitions. La charte précise que les ministres sont responsables, mais ne précise pas si c'est devant le roi ou les chambres. Malgré le vote de lois restreignant les libertés et des tentatives pour revenir à des pratiques d'absolutisme avec Charles X, les institutions ne changent pas durant cette période.
Les institutions de la monarchie de Juillet sont relativement semblables à celles du régime précédent. Avec toutefois quelques changements, le roi ne peut plus légiférer par ordonnances lorsque la sûreté de l'État est en cause et ne peut plus suspendre les lois. Les chambres ont désormais le pouvoir d'initiative des lois en même temps que le roi. La royauté devient une fonction héréditaire (et plus une dignité), le roi est considéré comme le chef de l'État qui tire son pouvoir de la Nation, représentée par les chambres. Les ministres doivent posséder la confiance des chambres et du roi pour se maintenir. L'hérédité de la chambre des pairs est abolie en 1831.

## Territoires
Le royaume de France est l'ensemble des territoires qui reconnaissent la domination du roi de France, ou sous la période féodale, les territoires des seigneurs qui se reconnaissent vassaux du roi. Jusqu'à la Révolution, les frontières sont floues, le roi possède des enclaves extérieures et des souverains étrangers des enclaves intérieures. À l'intérieur, les circonscriptions forment des enchevêtrements homogènes ou hétérogènes selon les natures. La France est divisée en deux, d'une part les pays d'élections assez centralisés et avec des institutions relativement uniformisées et de l'autre les pays d'États et pays d'impositions disposant d'une large autonomie. Les seules circonscriptions avec des limites claires sont celles formées à partir des paroisses, c'est-à-dire les diocèses, les élections et les généralités. Les autres sont plus des listes de localités et de fiefs qu'un territoire linéaire cartographié.

### Différents degrés d'intégration au royaume

#### Domaine royal
Le domaine royal est l'ensemble des fiefs dont le roi est le seigneur direct. Il apparaît au XIe siècle avec le morcellement territorial du royaume et s'élargit jusqu'à la fin du Moyen Âge pour se confondre avec les limites du royaume. Les accroissements territoriaux du domaine royal commencent à partir de Philippe II Auguste et se terminent avec l'achat de la Corse en 1768 et sa conquête militaire l'année suivante. À partir du XIIIe siècle, le domaine est inaliénable. Avant ça, les rois n'hésitaient pas à donner des fiefs de la couronne à leur fils cadet pour qu'ils puissent toucher un revenu. Par la suite, sont différenciés le domaine fixe qui appartient à la couronne et le domaine casuel qui est composé des fiefs que le roi acquiert de son vivant (par conquête, succession, héritage) et dont il peut disposer dans l'intérêt du royaume. Il est aussi possible au roi de mettre en gage le domaine ou d'échanger des terres contre des biens de même valeur.

#### Apanages
L'apanage consiste à donner un fief à l'un des fils cadets du roi, pour qu'il puisse tenir son rang. Cette pratique donne parfois naissance à de nouvelles principautés comme l'État bourguignon. Il permet aussi d'associer les princes du sang à la défense du royaume. Avec le temps, la pratique se codifie et, à partir du XIVe siècle, les pouvoirs du prince dans son apanage deviennent de plus en plus réduits. Si le prince n'a pas d'héritier mâle, l'apanage revient à la couronne.

#### Principautés
Une principauté territoriale est un État presque souverain, où le prince exerce les pouvoirs législatif, diplomatique, judiciaire et fiscal, mais qui reconnaît le roi comme son suzerain. Elles apparaissent au Xe siècle, lorsque les comtes devenus indépendants, réunissent à leur domaine les comtés limitrophes et exercent l'autorité que possédait le roi auparavant. Les principautés déclinent avec la montée en puissance du pouvoir central et sont progressivement intégrées au domaine royal. Elles déclinent fortement durant la période de l'Ancien Régime, mais plusieurs dizaines de principautés subsistent, le plus souvent de la taille d'une ville.

### Administration locale

#### Circonscriptions administratives

Les bailliages et sénéchaussées pour les États généraux de 1789.

Elles sont nombreuses et ne se confondent ni avec les provinces, ni avec les limites des parlements, ni encore avec la géographie féodale. Les bailliages et sénéchaussées sont des circonscriptions anciennes avec des compétences différentes selon leur nature. À l'origine, il s'agit d'un représentant du roi qui a comme mission de rendre la justice, contrôler les prévôts, gérer le domaine, protéger les églises royales ou encore surveiller et transmettre les ordres royaux aux vassaux. Avec le temps, la compétence du bailli se restreint au domaine judiciaire, mais des anciennes compétences subsistent comme la levée du ban. Les gouvernements sont des circonscriptions contrôlées par un gouverneur qui représente la personne du roi. La généralité est une circonscription financière administrée par un bureau des finances et par un intendant dans les pays d'élections. Elle est homogène et formée à partir des paroisses avec des contours linéaires. L'intendance est une circonscription administrée par un intendant. Elle se confond avec la généralité dans les pays d'élections et avec la province dans les Pays d'états. La Révolution rationalise le découpage administratif en divisant le royaume en 83 départements.

#### Gouverneurs

Les gouvernements militaires en 1789.

Le gouverneur représente la personne du roi sur le terrain. Il doit agir de la même manière que le roi ferait s'il était présent et il a l'obligation d'obéir aux ordres du monarque. Il est une sorte de vice-roi dans sa circonscription, qui est appelée gouvernement militaire. Sa compétence est néanmoins limitée en matière judiciaire et financière, où il ne doit pas usurper le pouvoir des cours souveraines. Il peut par exemple, suivre les séances dans le fauteuil du roi ou encore faire part des ordres et intentions du souverain, mais ne peut pas intervenir dans le déroulement des jugements. En matière financière, il n'a pas le pouvoir de disposer des fonds publics, ni de lever des impôts. La charge de gouverneur n'est pas un office, le roi peut révoquer son titulaire selon son gré. Elle peut en outre être conférée à des femmes. Les gouverneurs des colonies avaient des pouvoirs plus étendus que ceux de la métropole et avaient l'obligation de résider sur place.
La charge de gouverneur apparaît au cours du XVe siècle, à la suite de la réorganisation du royaume qui suit la fin de la guerre de Cent Ans. Au siècle suivant, les gouverneurs exercent souvent de hautes fonctions à la cour et sont souvent absents de leur province. Pour les aider, ils sont adjoints d'un lieutenant général qui exerce les fonctions du titulaire en son absence, ainsi que d'un conseil d'État. Ce dernier est composé d'un état-major, pour l'assister dans ses attributions militaires, puis à partir d'Henri II, par des gens de robe longue pour traiter les matières judiciaires, administratives et financières. Le gouverneur emploie des collaborateurs comme un secrétaire, chargé de la liaison entre son patron et le roi.

#### Intendants et subdélégués

Les pays d'élections, d'États et d'impositions en 1789.

Les intendants trouvent leurs origines dans les réformes administratives de Henri II pour renforcer le pouvoir royal. Il place alors des superintendants auprès des gouverneurs dans les provinces conquises ou annexées. L'institution évolue au fil des réformes. Henri IV envoie des intendants pour s'occuper des tâches financières indépendamment des gouverneurs et nomme des commissaires pour surveiller de l'application des édits dans les provinces, une pratique apparue sous les derniers Valois. Les commissaires récupèrent le pouvoir de justice sous le règne de Louis XIII. L'épisode de la journée des Dupes entraîne une multiplication des intendants dans les provinces pour maintenir l'ordre. Puis en 1633, le ministre Pierre Séguier se sert des intendants pour réformer l'administration fiscale. À partir des années 1680, l'intentant devient l'intermédiaire du gouvernement pour contrôler les villes. Au contraire des gouverneurs qui représentent le roi, les intendants représentent l'État indépendamment de la personne placée à sa tête.
Dans le domaine de la justice, les intendants peuvent entrer dans les cours supérieures, présider les tribunaux inférieurs et possèdent leur propre tribunal pour juger en dernier ressort les affaires renvoyées par le Conseil. Ils reçoivent aussi les doléances de la population pour s'informer des abus de l'administration judiciaire. Ils exercent la tutelle des villes et des communautés, notamment en matière de gestion financière et d'urbanisme, mais gèrent aussi les forêts, les voies de communication et tout ce qui relève du bien commun. Leurs prérogatives fiscales varient en fonction des pays. Dans les pays d'élections, ils veillent à la perception de la taille, dans les pays d'états ils se contentent de communiquer la somme que le roi attend de la province, alors que dans les pays d'imposition ils gèrent entièrement l'administration. Ils ont sous leur autorité, le personnel des bureaux répartis en trois catégories : les secrétaires, les commis et les subdélégués.
Au vu de l'étendue de la circonscription qu'ils gèrent et avec la multiplication de leurs tâches, les intendants prirent l'habitude de déléguer des missions à des subdélégués personnels. Le pouvoir central d'abord hostile à la pratique, l'officialise en l'érigeant en office en 1704, tout en gardant le subdélégué sous la dépendance de l'intendant, qui doit présenter des candidats au roi. Son ressort géographique est fixé à l'élection dans les pays taillables et à l'évêché ou le bailliage et la sénéchaussée dans les pays d'États. Dans les pays d'imposition, une nouvelle circonscription, la subdélégation, est créée autour des villes. Les subdélégués sont répartis en deux catégories : les subdélégués particuliers et les subdélégués généraux. Les premiers fournissent des informations à l'intendant, mais ne possèdent pas de pouvoirs décisionnels. Les seconds coordonnent l'action des bureaux, voire suppléent l'intendant en cas de vacance légitime.

### Communautés territoriales

#### Provinces
Les provinces sont des territoires avec des coutumes, traditions et privilèges communs, ainsi que des organes politiques qui permettent de former une volonté commune. Chaque circonscription administrative est qualifiée de province, mais le sens le plus commun sont des communautés reposant sur la tradition des ancêtres. Au XVIIIe siècle, on recense une soixantaine de provinces, elles-mêmes subdivisées en pays naturels au nombre d'environ trois cents. Pour chaque province, le roi doit respecter les coutumes et chartes de droit. Les provinces ont des organes représentatifs comme les parlements, la cour souveraine, la chambre des comptes, ou encore le conseil souverain, mais surtout les États provinciaux qui sont un contre-pouvoir au roi pour protéger les sujets.

#### Seigneuries

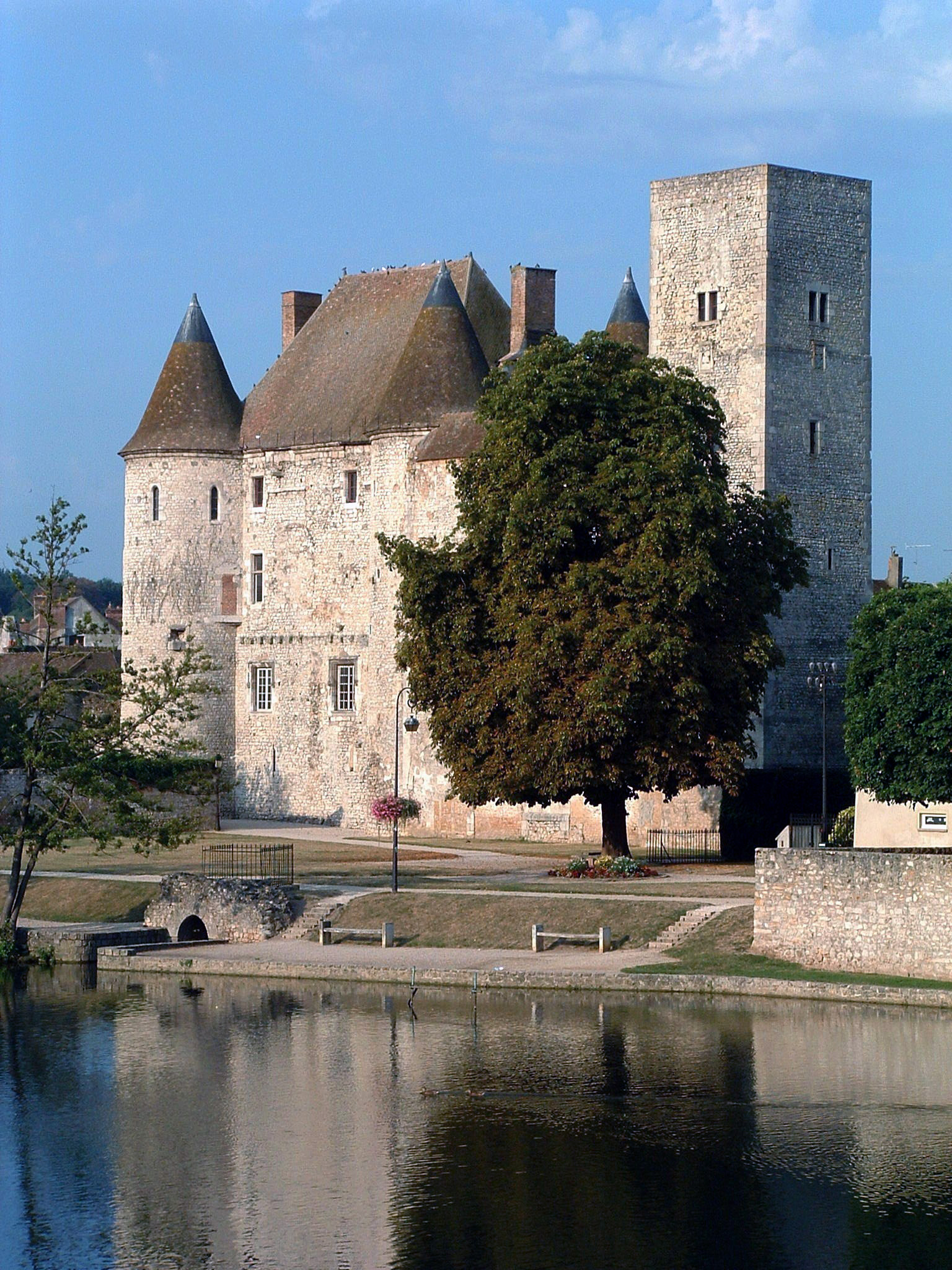
Le château des seigneurs de Nemours.

La seigneurie connaît son apogée entre le Xe et le XIIIe siècle. Il s'agit d'un territoire plus ou moins vaste organisé autour d'un château, où le seigneur commande l'ensemble des hommes qui vivent sur les terres. Jusqu'à la Révolution, le royaume est morcelé de seigneuries, aussi bien les campagnes que les villes et elles restent la principale communauté territoriale d'encadrement des hommes et de possessions des terres. Le chef y exerce alors les pouvoirs politique, administratif, judiciaire et militaire. Les hommes vivent sous la protection militaire du seigneur. Ils payent cette protection sous diverses formes d'impôts en fonction de la catégorie sociale, dont le servage est la forme la plus servile. Durant la période de l'Ancien Régime, la seigneurie devient une délégation de la puissance publique judiciaire ou le seigneur exerce le pouvoir de police sous contrôle royal. Elle se transforme aussi en une source de profits, voire de commerce.

#### Villes
Dans le royaume de France, une ville est d'abord une muraille avec à l'intérieur des groupements d'habitations. Elle est aussi une zone privilégiée honorifique ou fiscale. Elles existent juridiquement sous trois formes différentes : les villes seigneuriales, les villes de bourgeoisie et les villes de communes. Les premières sont administrées directement par le seigneur avec ses officiers. C'est le cas de Paris qui est administrée directement par le roi. Les villes de bourgeoisie sont administrées par les bourgeois par l'intermédiaire d'un groupe de magistrats et d'officiers municipaux. Des villes comme Bordeaux, Toulouse, Marseille ou Lyon sont dirigées de cette façon. Les villes de communes sont administrées par l'ensemble des habitants liés entre eux par un serment autorisé par le roi. C'est le cas de villes comme Beauvais, Bayonne, Angoulême, La Rochelle ou encore Arras. Les statuts des villes sont abolis le 4 août 1789.

#### Villages
Les villages du royaume de France sont des communautés d'habitants qui s'administrent eux-mêmes, sans avoir besoin de l'autorisation du roi pour être reconnu légalement contrairement aux villes. Les villageois s'organisent en assemblée qui a lieu plusieurs fois par an. Pour prendre des décisions, au moins dix habitants doivent être présents, mais pour décider d'un emprunt ou aliéner un bien commun la présence de tout le monde est nécessaire. L'organisation de l'assemblée dépend des provinces et coutumes, mais très souvent le vote a lieu à haute voix et est présidé par un syndic élu pour un an par acclamation. Les communautés villageoises ont le pouvoir de police local (rédaction des règlements de la police rurale) et économique (comme l'entretien et la construction des biens communs). Elles s'occupent en grande partie de l'administration royale locale.

#### Paroisses
La paroisse est la subdivision de base d'un diocèse de l'Église catholique. Le réseau paroissial de la France se forme aux XIIe siècle et XIIIe siècle lié à la forte augmentation démographique qui peuple les campagnes et les villes. La carte des paroisses n'évolue presque pas jusqu'à la Révolution qui les transforme en communes. La paroisse est dirigée par une assemblée paroissiale, qui comprend souvent les mêmes personnes que celle des communautés villageoises et urbaines. Le chef de la paroisse est le curé, parfois élu par les paroissiens, qui lui doivent le logis et la dîme. L'assemblée administre les biens et revenus de la paroisse à travers le conseil de fabrique. Pour cela, elle élit un ou plusieurs marguilliers pour la durée d'un an. L'assemblée paroissiale est souvent propriétaire des biens affectés aux pauvres et contrôle l'administration du bureau de charité chargé de la distribution.

## Symboles
Les armoiries du royaume apparaissent vers 1180. Elles sont dites « d'azur semé de fleurs de lys d'or » : le bleu est la couleur de la dynastie des Capétiens et la fleur de lys symbolise la fonction royale depuis que, selon la légende, elles auraient été envoyées du ciel à Clovis Ier. Progressivement, le semé est remplacé par trois fleurs de lys qui symbolisent la Trinité et c'est sous Charles V le Sage que la modification est entérinée. Sous le royaume de France, les armoiries sont utilisées par l'ensemble des habitants, mais aussi par des corps ou des personnes morales comme marque de propriété. En juin 1790, les armoiries sont supprimées par les révolutionnaires dans tout le royaume.
Durant l'Ancien Régime, le royaume avait bien un drapeau, il est bleu muni d'une croix blanche et de fleur de lys. Le drapeau blanc est utilisé comme le symbole du pouvoir régalien militaire et maritime, souvent parsemé de fleur de lys ou des armoiries royales. À partir de 1790, le drapeau bleu, blanc et rouge, devenus les couleurs de la République française, devient le drapeau officiel du royaume pour les bâtiments maritimes, puis pour les unités militaires. Avec la Restauration, le drapeau blanc uni devient le symbole du royaume, non sans contestation puisque le blanc est devenu la couleur de la reddition. La monarchie de Juillet instaure définitivement le drapeau tricolore bleu, blanc et rouge comme drapeau du royaume.
Il n'y a pas de devise nationale pour le royaume, chaque roi a sa propre devise. Ce qui peut se rapprocher le plus d'une devise nationale est le cri de guerre des chevaliers français « Montjoie ! Saint Denis ! », mais il tombe en désuétude à l'époque moderne. Durant les monarchies constitutionnelles, plusieurs devises sont écrites sur les documents officiels qui font référence soit au roi, à la loi, à la nation, à la liberté, ou encore à la justice. Il n'y a pas d'hymne national, ni même royal. À partir du XVIIe siècle, deux chansons se détachent et deviennent nationales Vive Henri IV ! et Charmante Gabrielle. Elles sont remises à l'honneur lors de la Restauration, considérées comme des chants à la gloire de la dynastie royale, mais jamais elles ne deviennent officielles.

Premières armoiries du roi de France à partir des années 1180.
Armes de France à partir des années 1370.
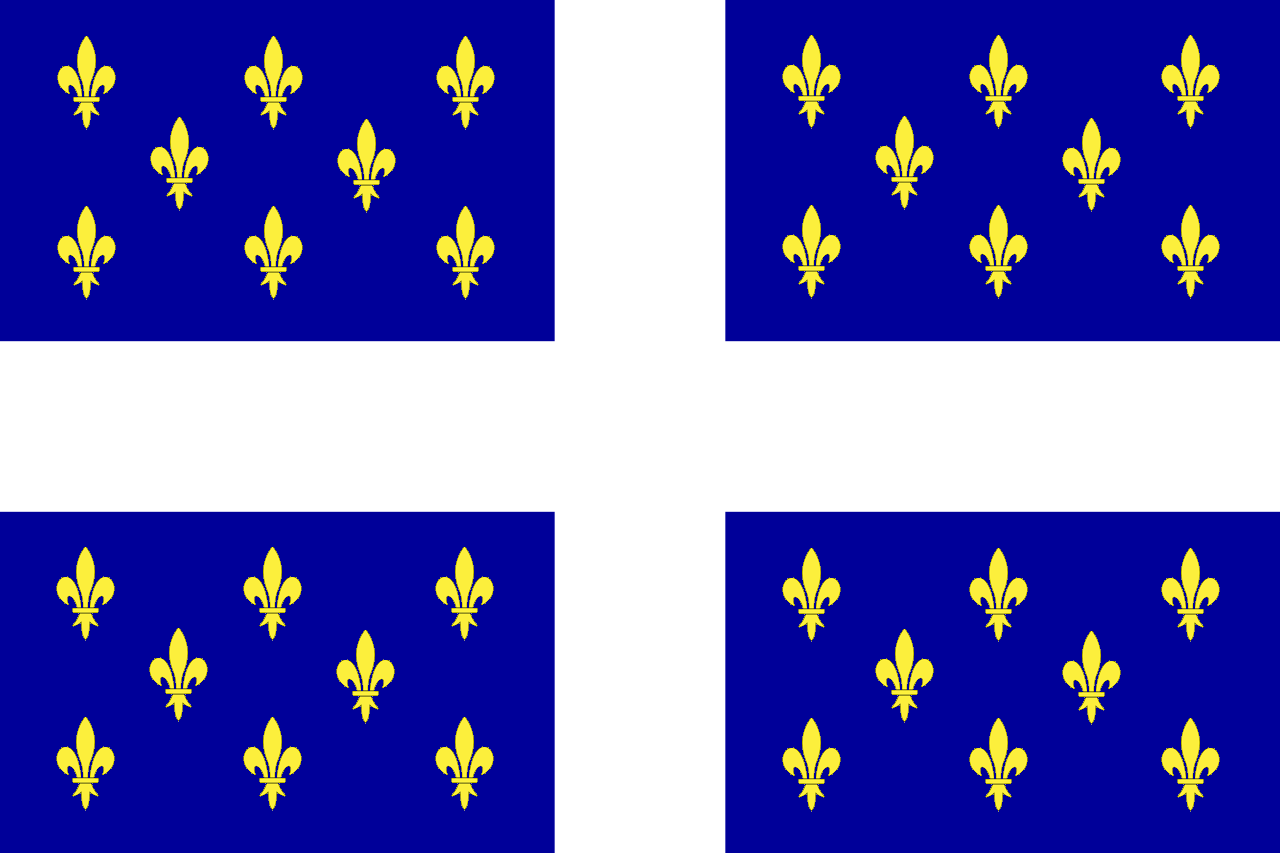
Drapeau du royaume de France (XIIIe siècle–1789)
Drapeau royal maritime utilisé au XVIIIe siècle[287].
Bannière royale (XIIe siècle–1370)
Bannière Royale (1370–1789)
Drapeau militaire utilisé parfois au XVIIIe siècle.
Drapeau de la marine commerciale de 1689 à 1765. Parfois utilisé avec les armes de France en son centre[287].
Pavillon de beaupré du royaume de 1790 à 1792.
Drapeau maritime utilisé en 1790[287].
Drapeau national du royaume sous la Restauration.
Drapeau national du royaume sous la monarchie de Juillet.
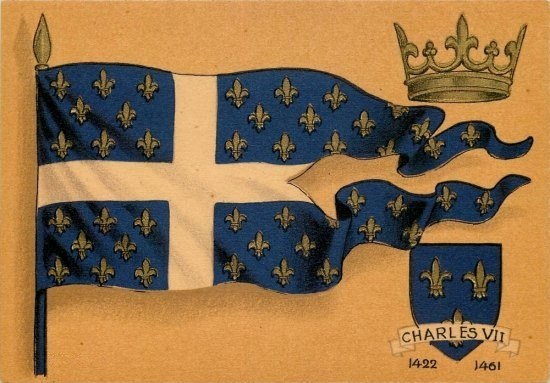
Drapeau du royaume de France